# Manga (fruta)
Manga cortada.
A manga é o fruto da mangueira (Mangifera indica L.), árvore frutífera da família Anacardiaceae, nativa do sul e do sudeste asiático  desde o leste da Índia até as Filipinas, e introduzida com sucesso no Brasil, em Angola, em Moçambique, Portugal e Espanha.

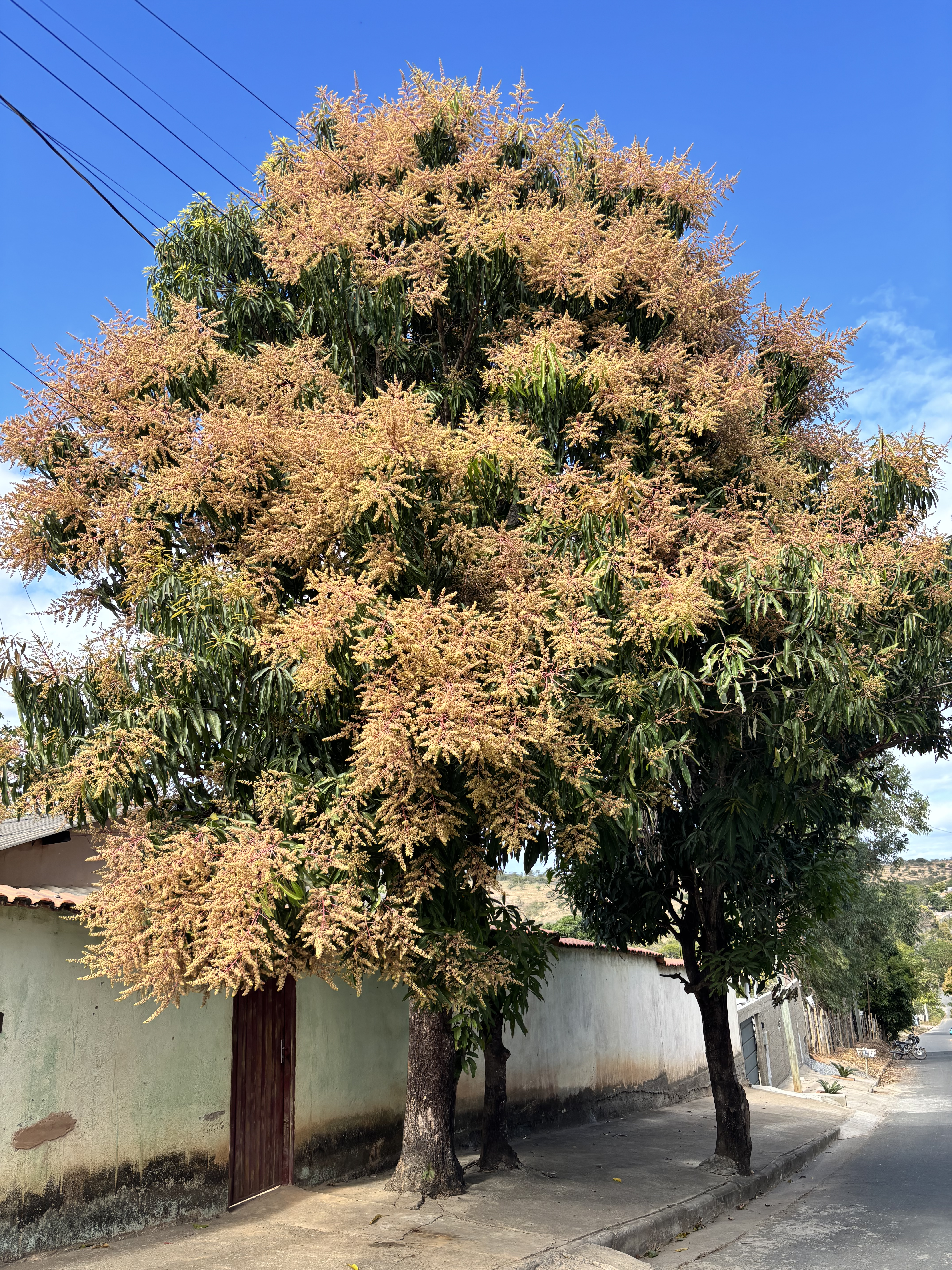
Árvore frutífera

## História

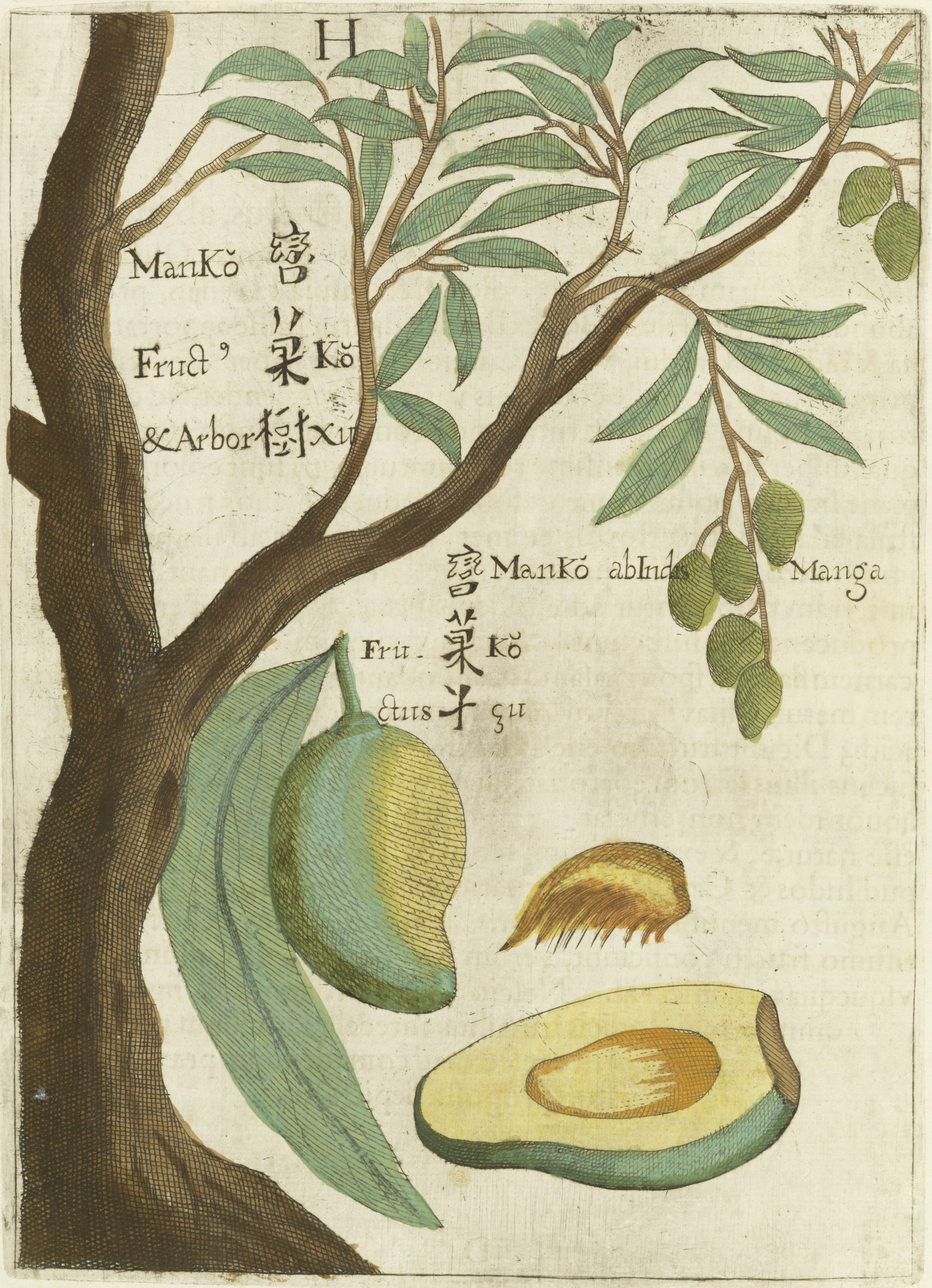
Ilustração de uma mangueira pelo jesuíta Michael Boym, no livro Flora Sinensis de 1656

A manga é a fruta nacional da Índia, onde há mais de 100 variedades, São encontradas menções a ela em canções do século IV em poemas escritos em sânscrito, por poetas como Kalidasa. Se acredita ter sido provada por Alexandre, o Grande (século III a.C.) e o peregrino chinês Xuanzang (século VII d.C.). Mais tarde, no século XVI, o imperador mogol Akbar plantou 100.000 árvores de manga em Darbhanga, Bihar em um lugar agora conhecido como Lakhi Bagh.

A referência mais antiga conhecida ao cultivo de mangas pode ser encontrada na Índia em torno de 2000 a.C.  A manga foi trazida para o leste da Ásia entre 400 a.C. e 500 a.C., no século XV para as Filipinas e no século XVI para África e Brasil por exploradores portugueses.

## Descrição
A manga é uma fruta de coloração variada: amarelo, laranja e vermelha, sendo mais roseada no lado que sofre insolação direta e mais amarelada ou esverdeada no lado que recebe insolação indireta. Normalmente, quando a fruta ainda não está madura, sua cor é verde, mas isso depende da variedade cultivar. A polpa é suculenta e muito saborosa, em alguns casos fibrosa, doce, encerrando uma única semente grande no centro. As mangas são usadas na alimentação das mais variadas formas, mas é mais consumida ao natural.
|                          |                             |                |               |
| Flores de uma mangueira. | Ramo de frutos em formação. | Mangas verdes. | Manga madura. |

Acredita-se que a manga é a fruta fresca mais consumida em todo o mundo. Foi introduzida na Califórnia (Santa Bárbara) nos anos de 1880.

## Produção econômica
| Índia                            | 19.506.000 |
| China                            | 4.791.271  |
| Tailândia                        | 3.824.279  |
| Indonésia                        | 2.566.046  |
| México                           | 2.197.313  |
| Paquistão                        | 1.685.304  |
| Brasil                           | 1.547.600  |
| Bangladesh                       | 1.517.691  |
| Egito                            | 1.351.316  |
| Total Mundial                    | 50.649.143 |
| Dados do ano de 2017. Fonte: FAO |            |

## Produção no Brasil

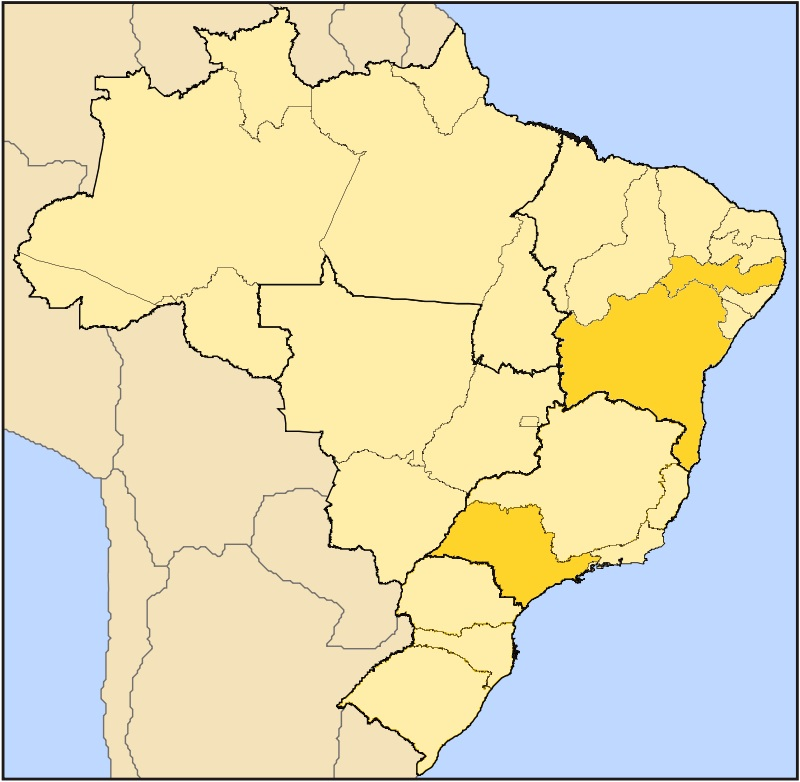
Principais estados produtores de manga no Brasil em 2019, em amarelo escuro

Em 2019, o Brasil produziu 1,4 milhão de toneladas de manga, sendo o 7.º maior produtor do mundo. Os estados que mais produzem são: Pernambuco (518 mil toneladas), Bahia (442 mil toneladas) e São Paulo (206 mil toneladas). A manga é a fruta que o país mais exporta: em 2017, foram mais de U$ 200 milhões somente em exportações desta fruta. Os maiores mercados compradores da manga brasileira são a União Europeia (132.820 toneladas, com receita de US$ 157,2 milhões) e os Estados Unidos (33.095 toneladas e receita de 30,6 milhões de dólares). 

## Propriedades nutricionais
Uma manga fresca contém cerca de 15% de açúcar, até 1% de proteína e quantidades significativas de vitaminas, minerais e antioxidantes, podendo conter vitamina A, B e C.
Graças à alta quantidade de ferro que contém, a manga é indicada para tratamentos de anemia e é benéfica para as mulheres grávidas e em períodos de menstruação. Pessoas que sofrem de cãimbras, stress e problemas cardíacos, podem se beneficiar das altas concentrações de potássio e magnésio existentes que também auxiliam àqueles que sofrem de acidose. As mangas também suavizam o intestino, tornando mais fácil a digestão. Na Índia, onde a manga é a fruta nacional, acredita-se que as mangas estancam hemorragia, fortalecem o coração e trazem benefícios ao cérebro. É também utilizada em afecções pulmonares (bronquite asmática, bronquite catarral e tosse), gengivas inflamadas (gengivites, feridas na boca e no canto dos lábios), úlcera de decúbito (escaras), e úlceras varicosas. A mangiferina, foi assim nomeada por ter sido identificada pela primeira vez na manga. Estudos revelaram que tal substância, presente também no mel e nas folhas do cafeeiro (ver: Chá de folha de café) possui valor terapêutico, tendo ação anti-inflamatória, antidiabética, protetora das células nervosas, e auxiliar no controle dos níveis de colesterol. Na manga, a mangiferina concentra-se proncipalmente na casca.

## Cultivo
Podem ser cultivadas em climas tropicais e subtropicais. Devem ser plantadas em uma área com boa drenagem e um solo ligeiramente ácido. Devem ser regadas regularmente quando jovens, porém, ao atingirem a maturidade, devem ser regadas com intervalos entre 10 e 15 dias. Cerca de 4 a 5 meses após a floração, as mangas estão maduras. Quando a manga já chegou em seu tamanho final e está pronta para ser colhida, ela se torna fácil de ser tirada do pé, com um simples puxão.

### Pestes e doenças
Diversas doenças atacam as plantações de manga. Agentes patogénicos podem provocar diversos tipos de doenças, podendo causar pesadas perdas na produção de mangahopper
.
Há mais de 492 espécies de insetos, 17 espécies de ácaros e 26 espécies de nemátodes que são conhecidas por atacarem as várias variedades de mangueiras.

## Variedades cultivadas de  manga

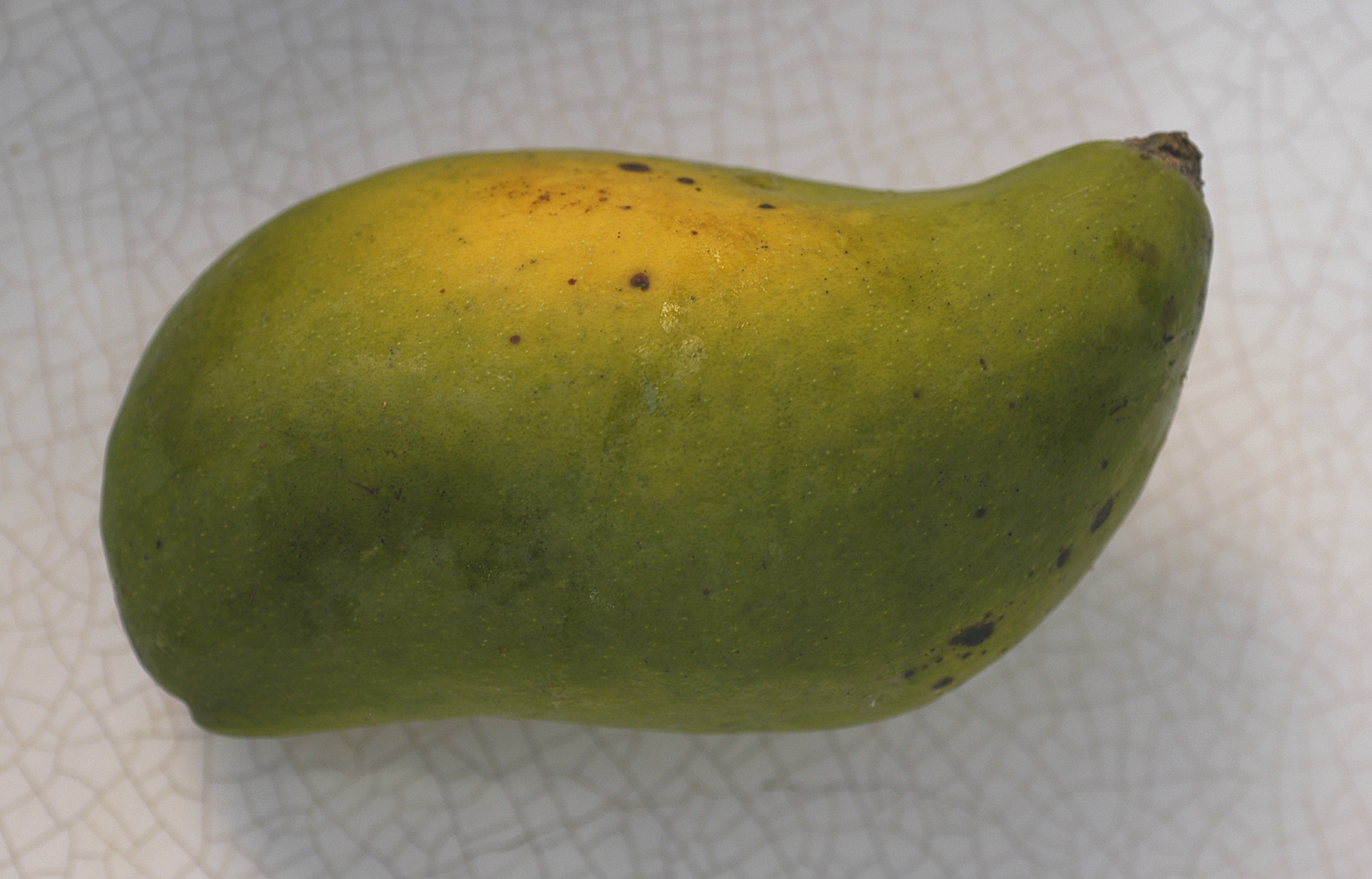
Espada (Brasil)
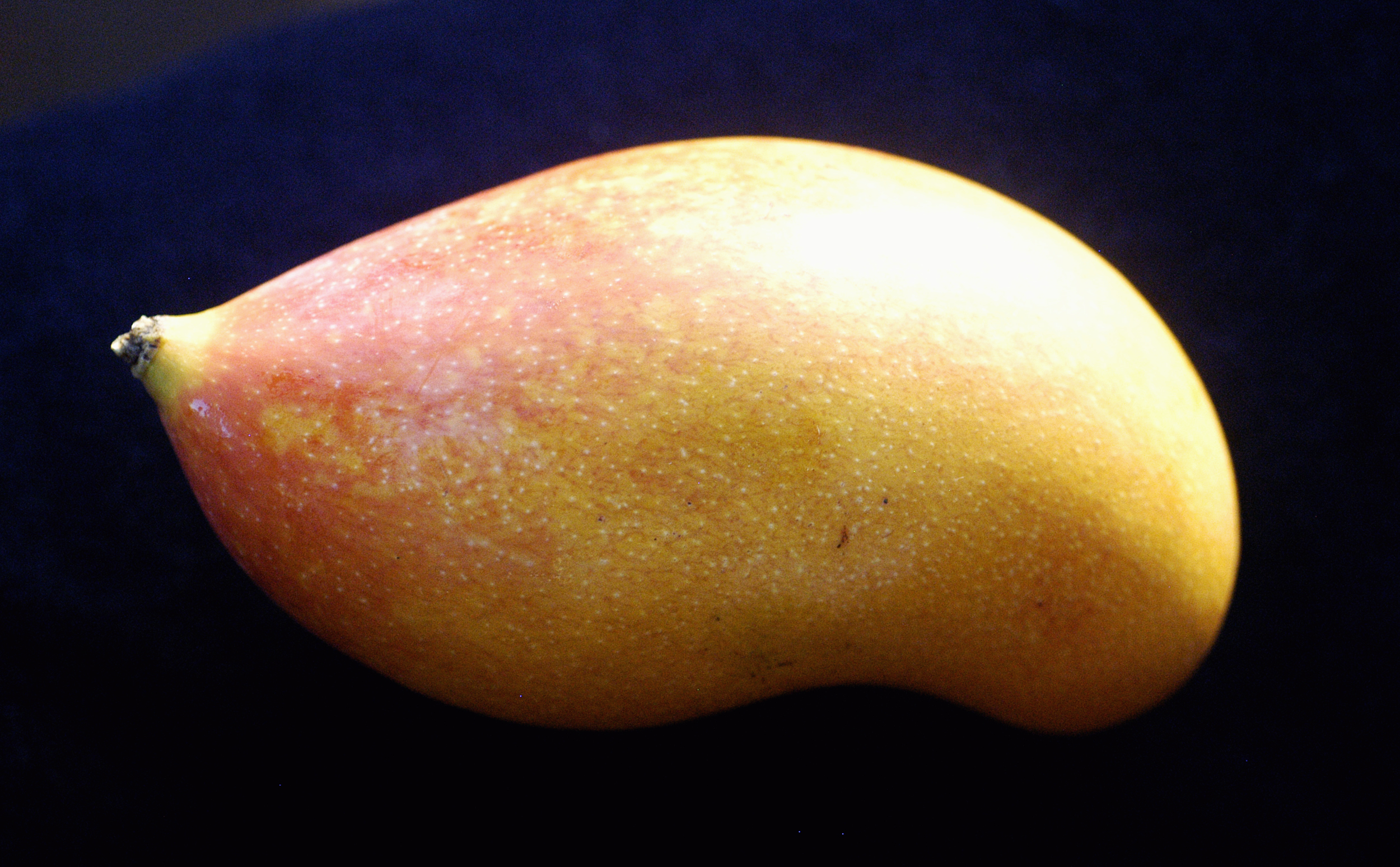
Espada de Ouro (Brasil)
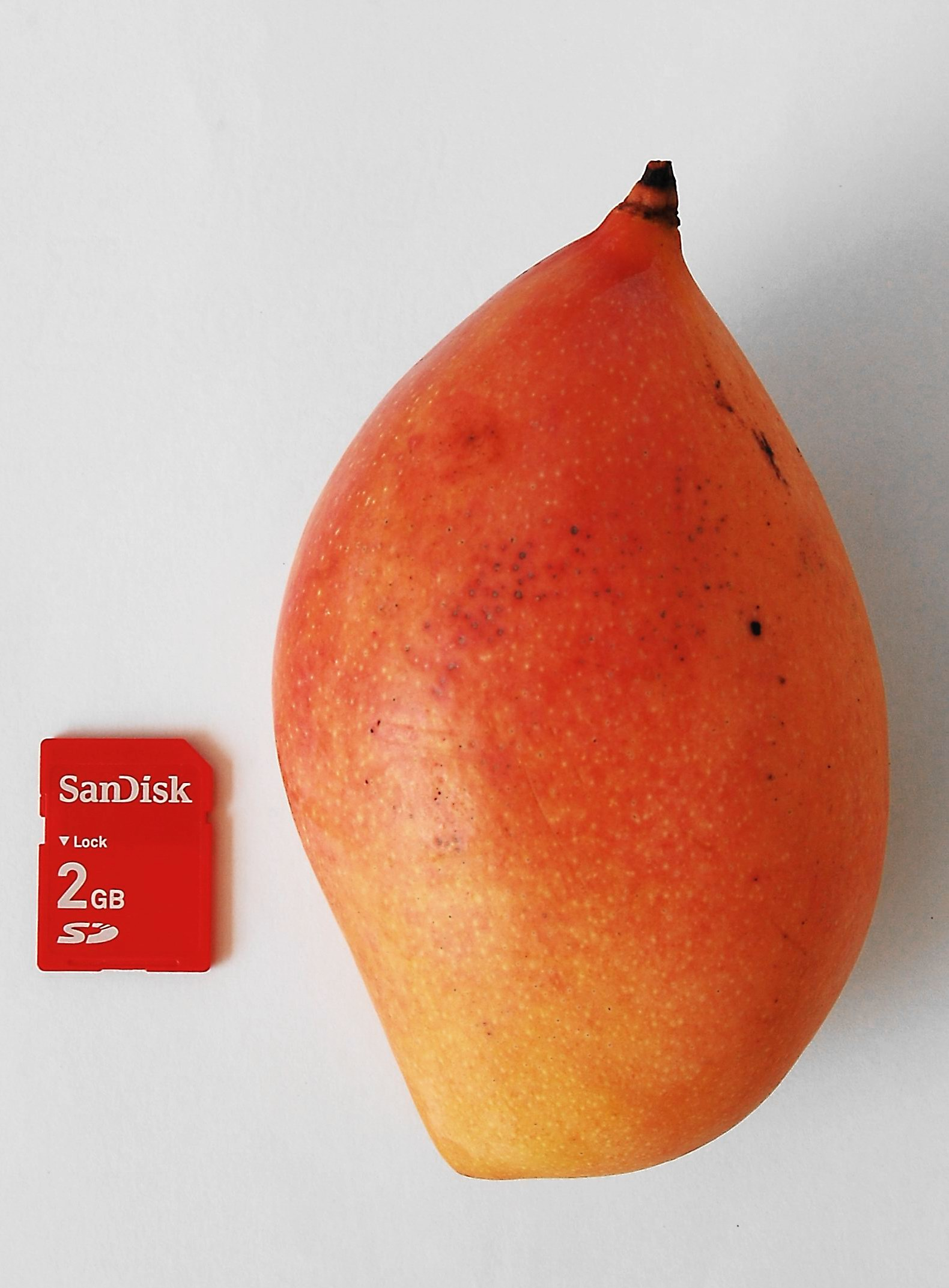
Thottapuri (Malásia)
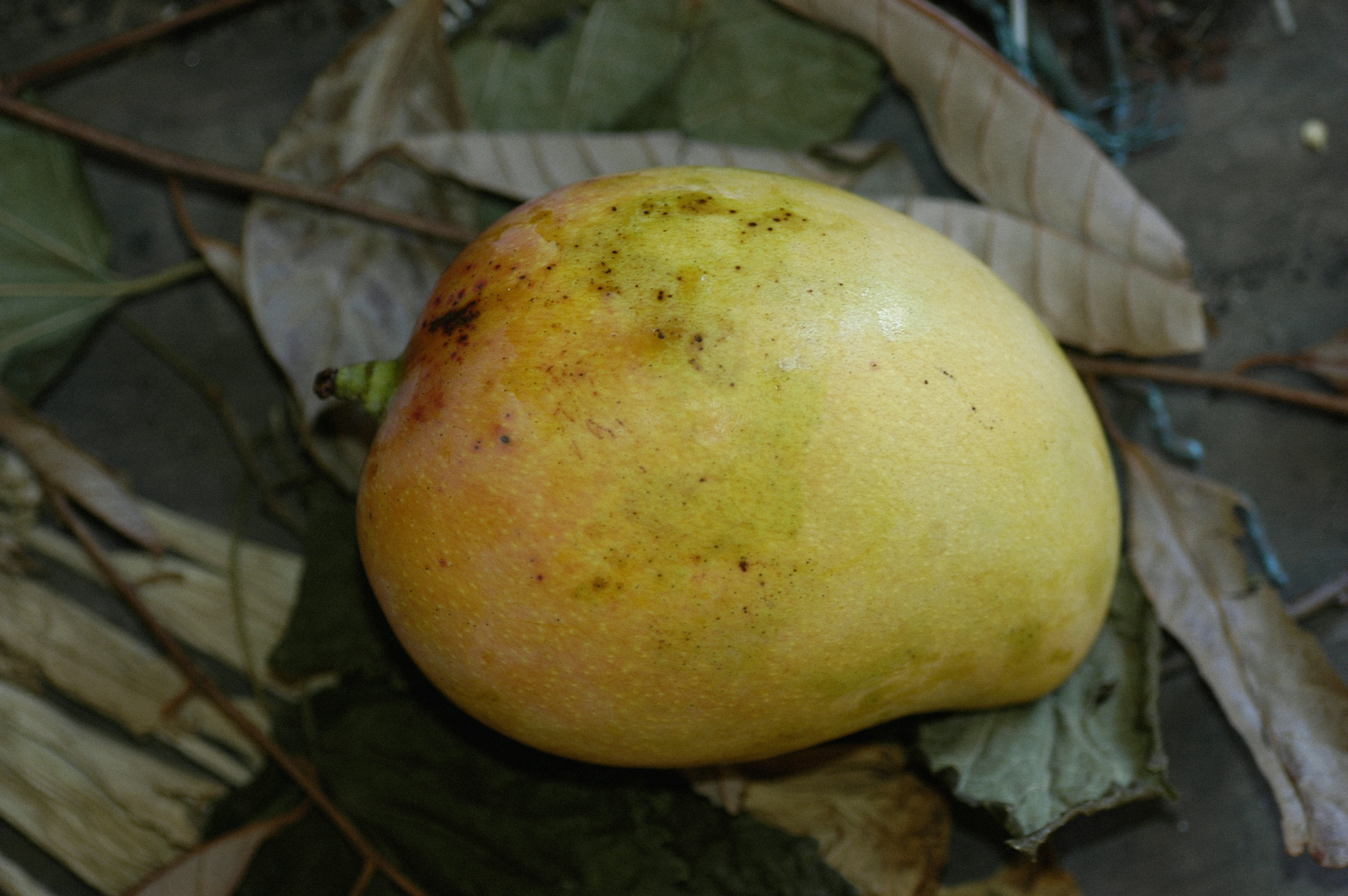
Rosa (Brasil)
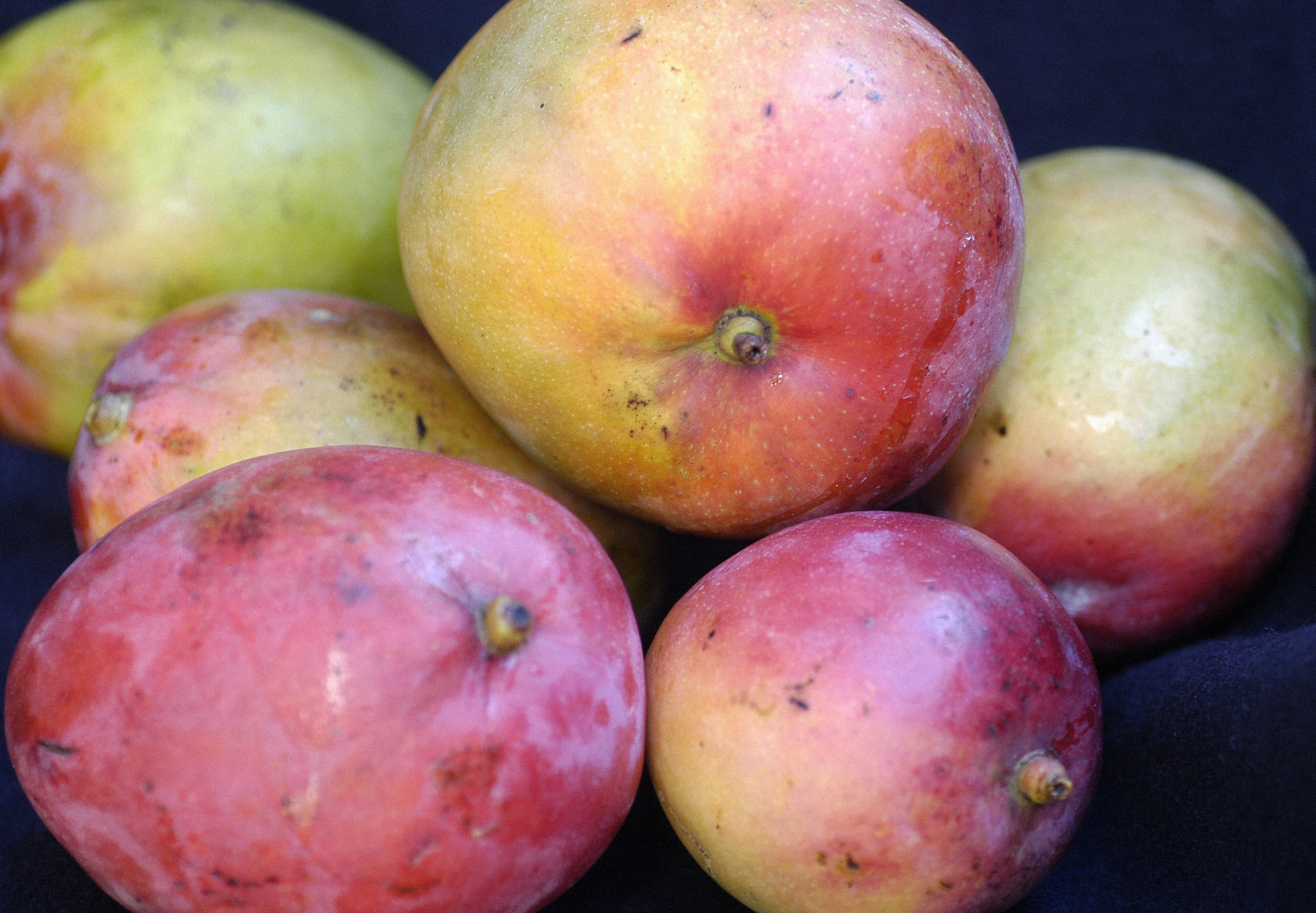
Tommy Atkins (Brasil, Costa Rica, EUA, Honduras, Equador, México, África do Sul, Itália, Israel, Venezuela)
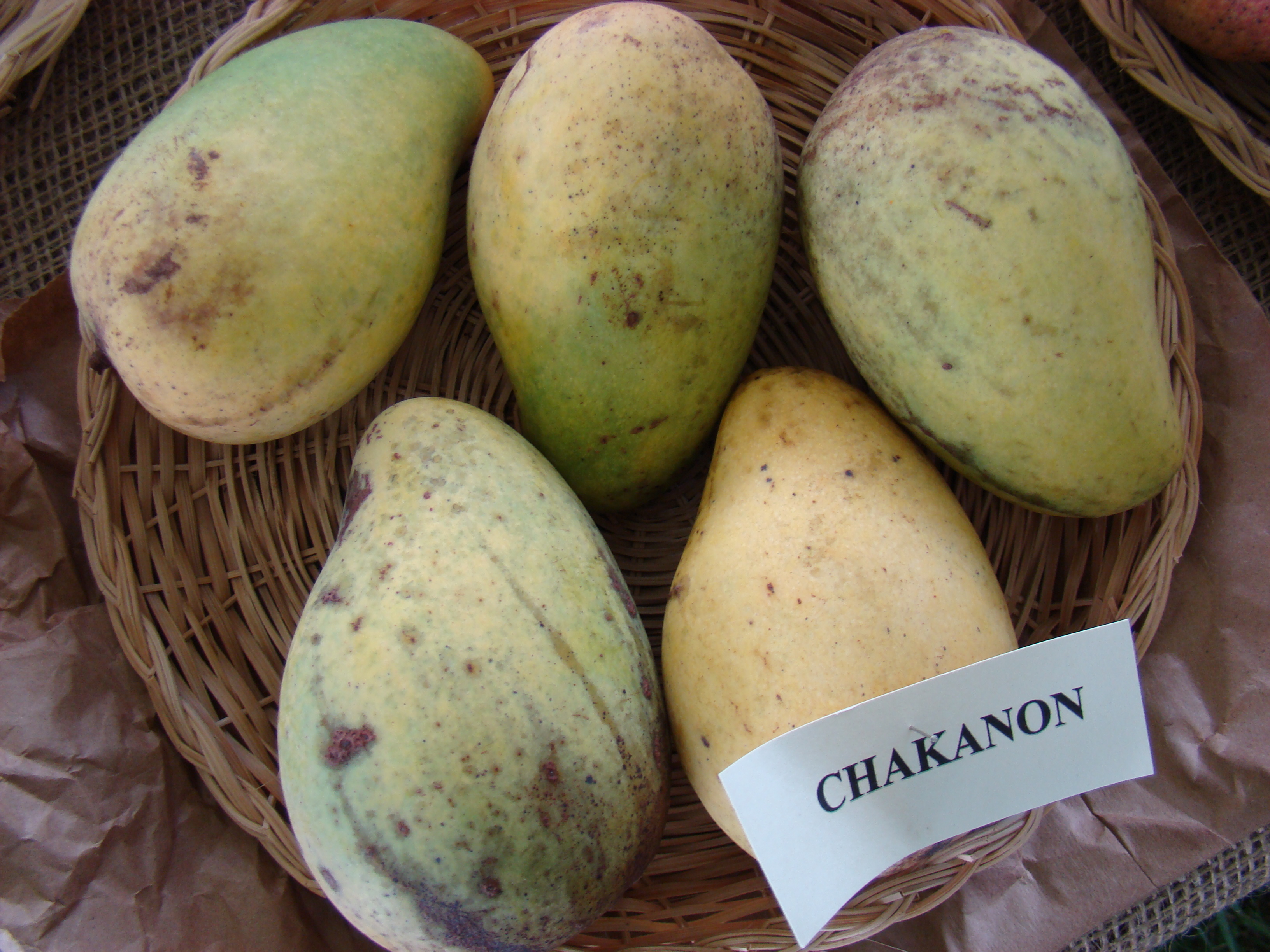
ChokAnon (Tailândia)
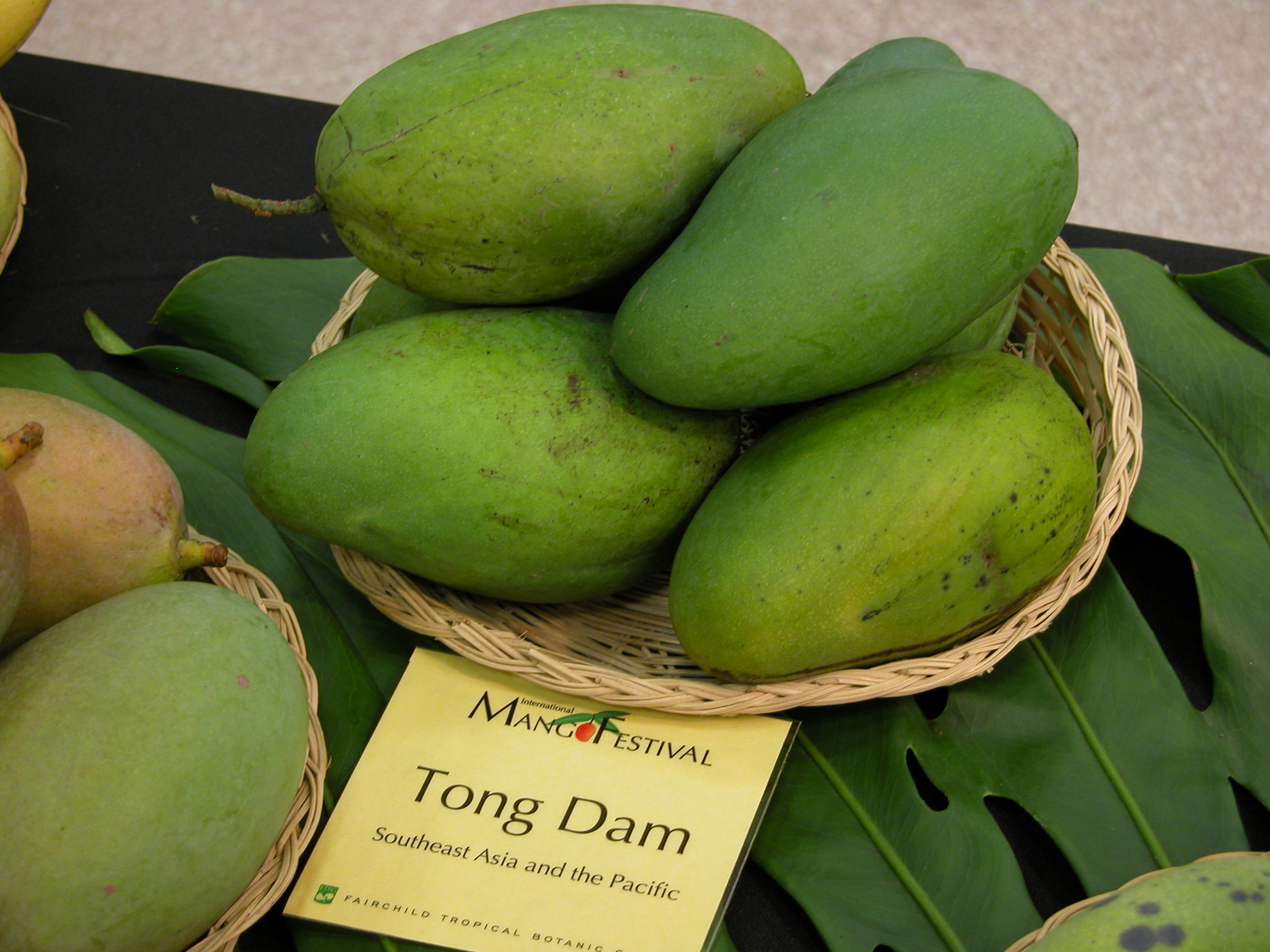
Tong Dam (Ásia)
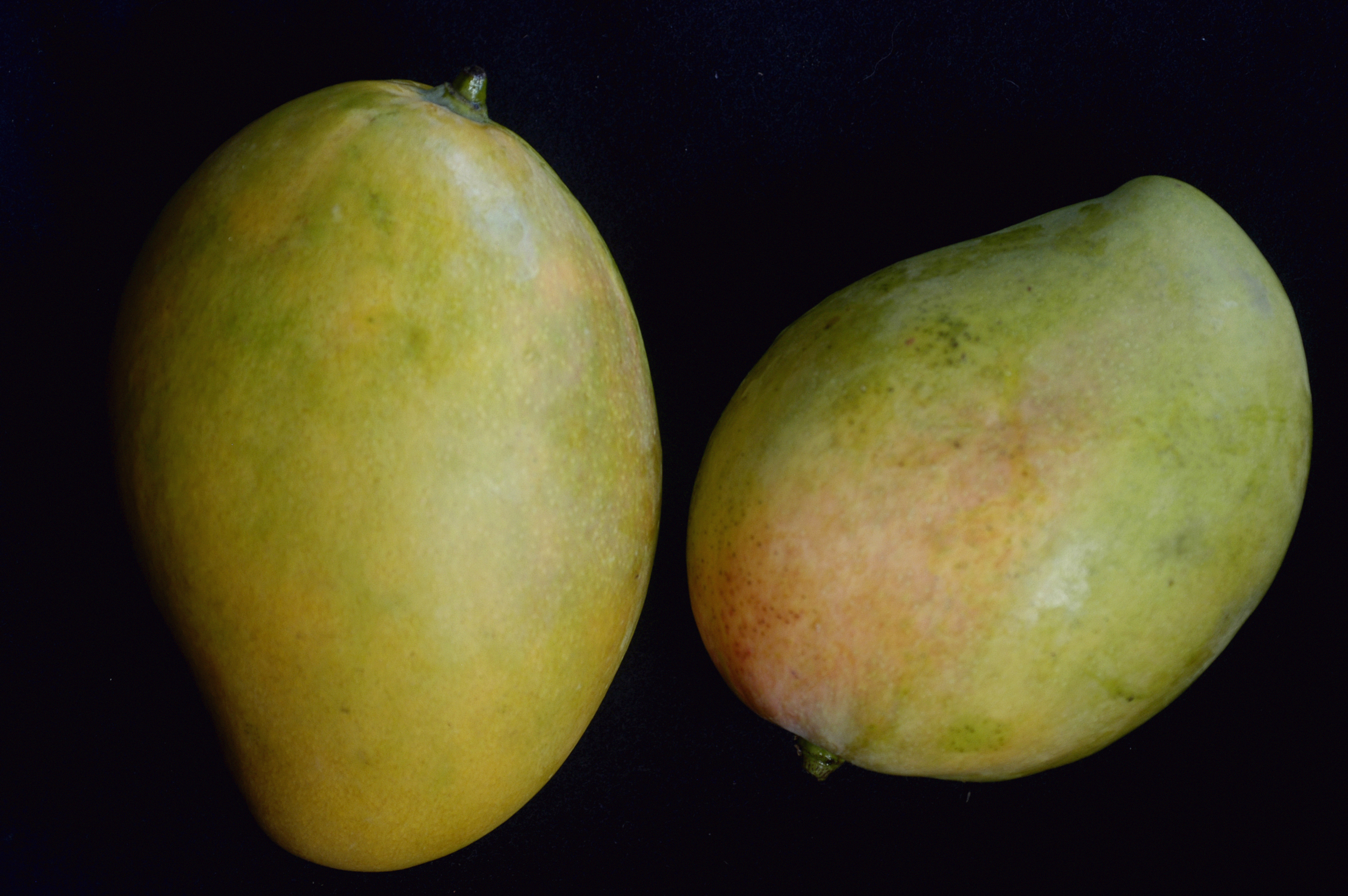
Ada (Adam, Haden?) (Brasil)
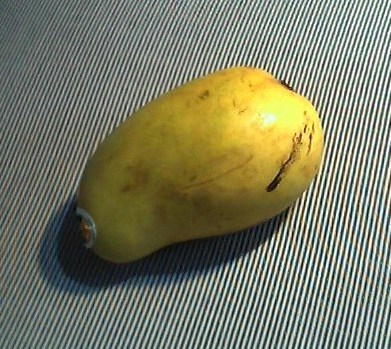
Ataúlfo (Equador, México)
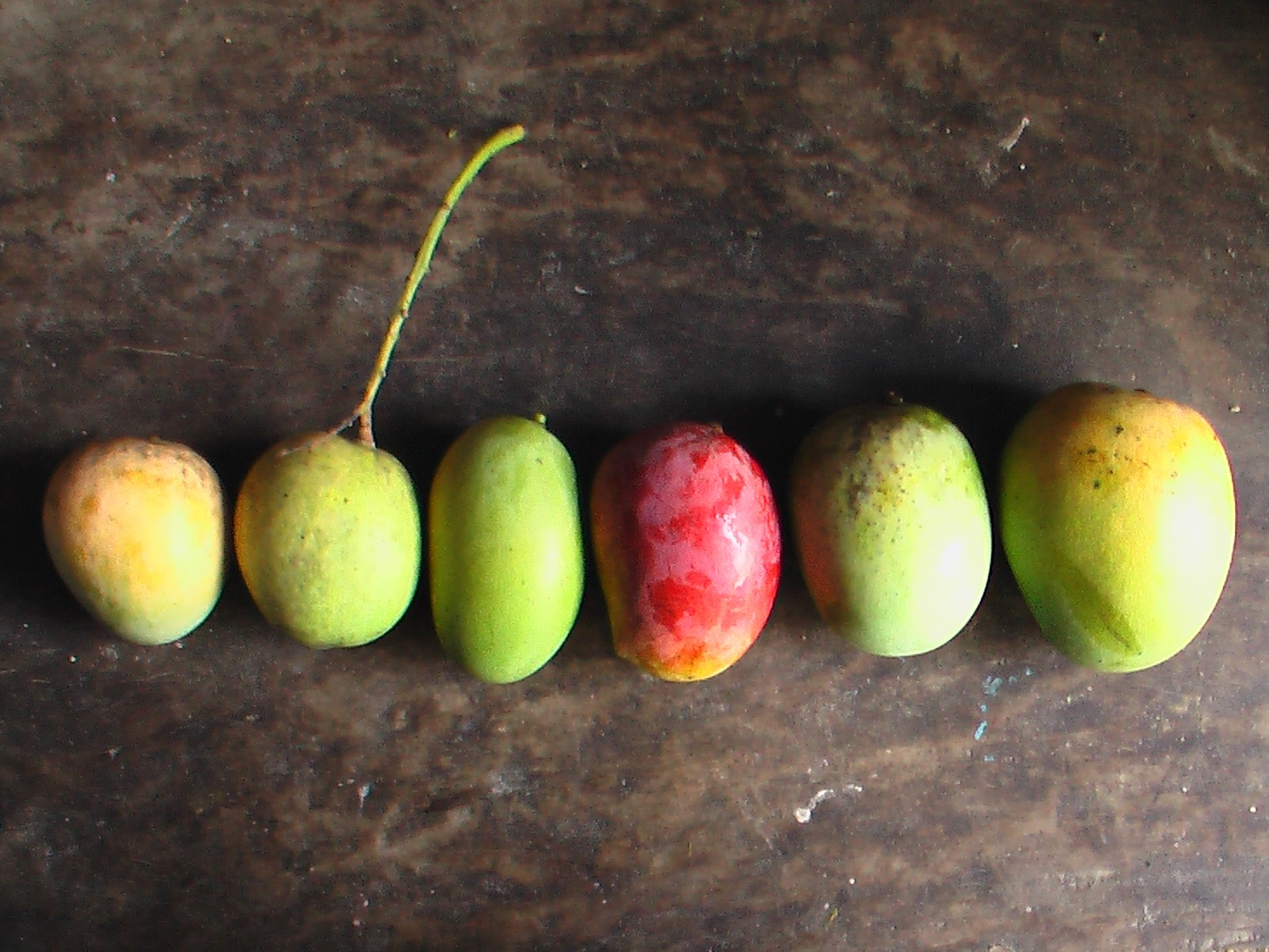
Langra (Índia)
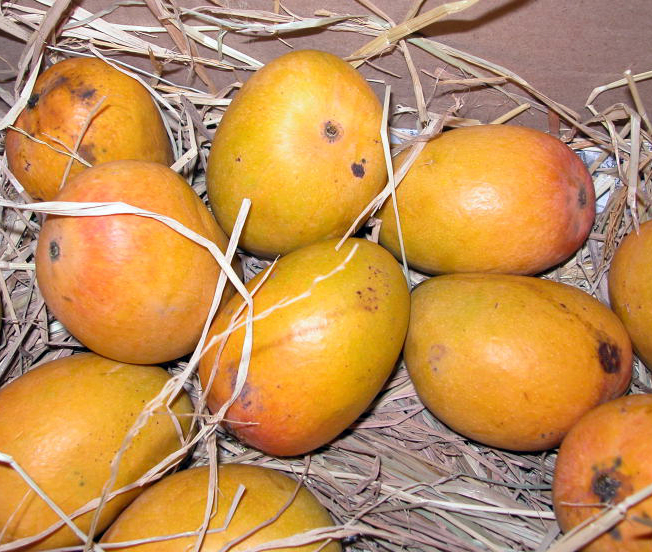
Afonso (Goa, Índia)
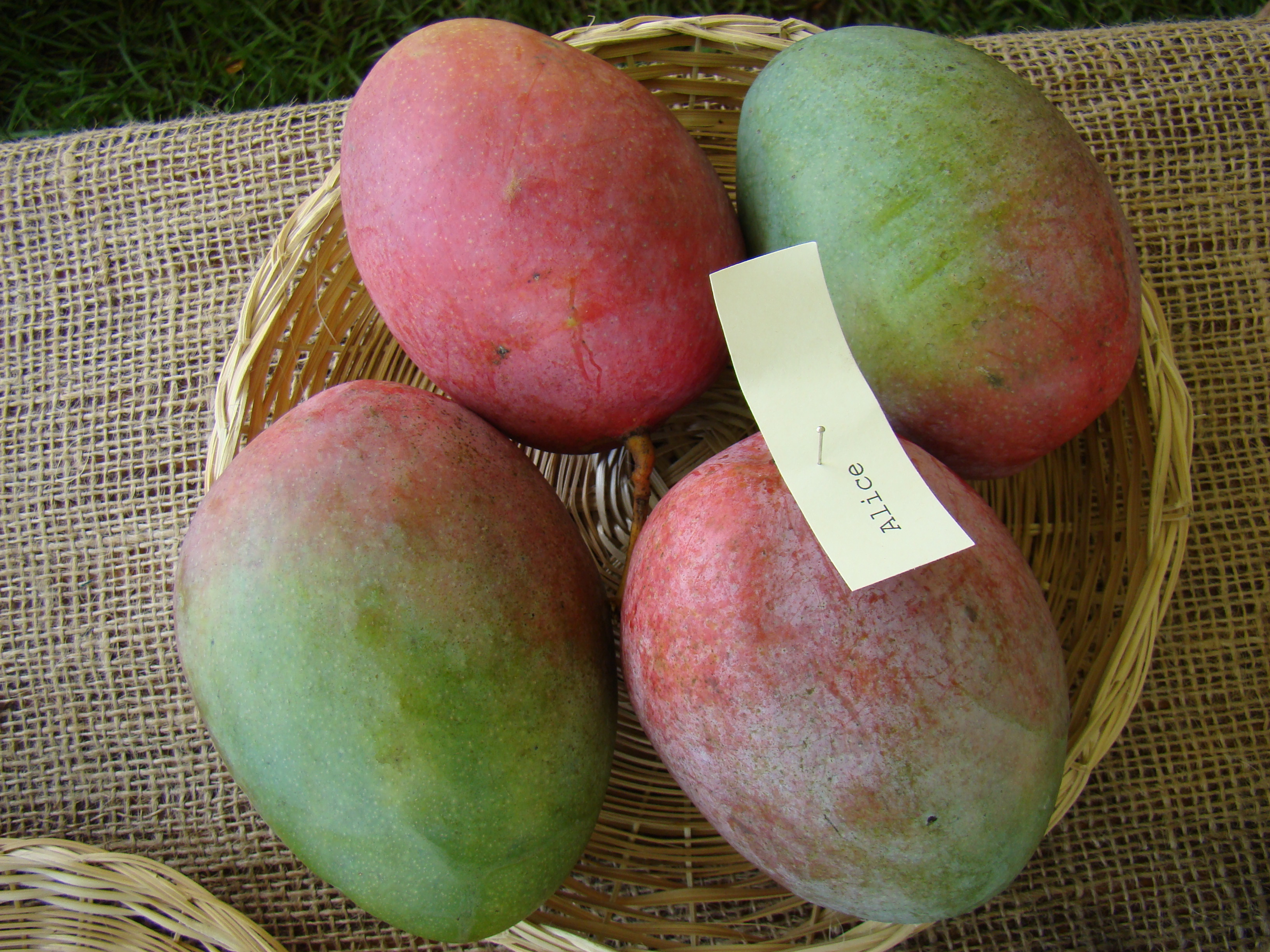
Alice (Flórida, EUA)
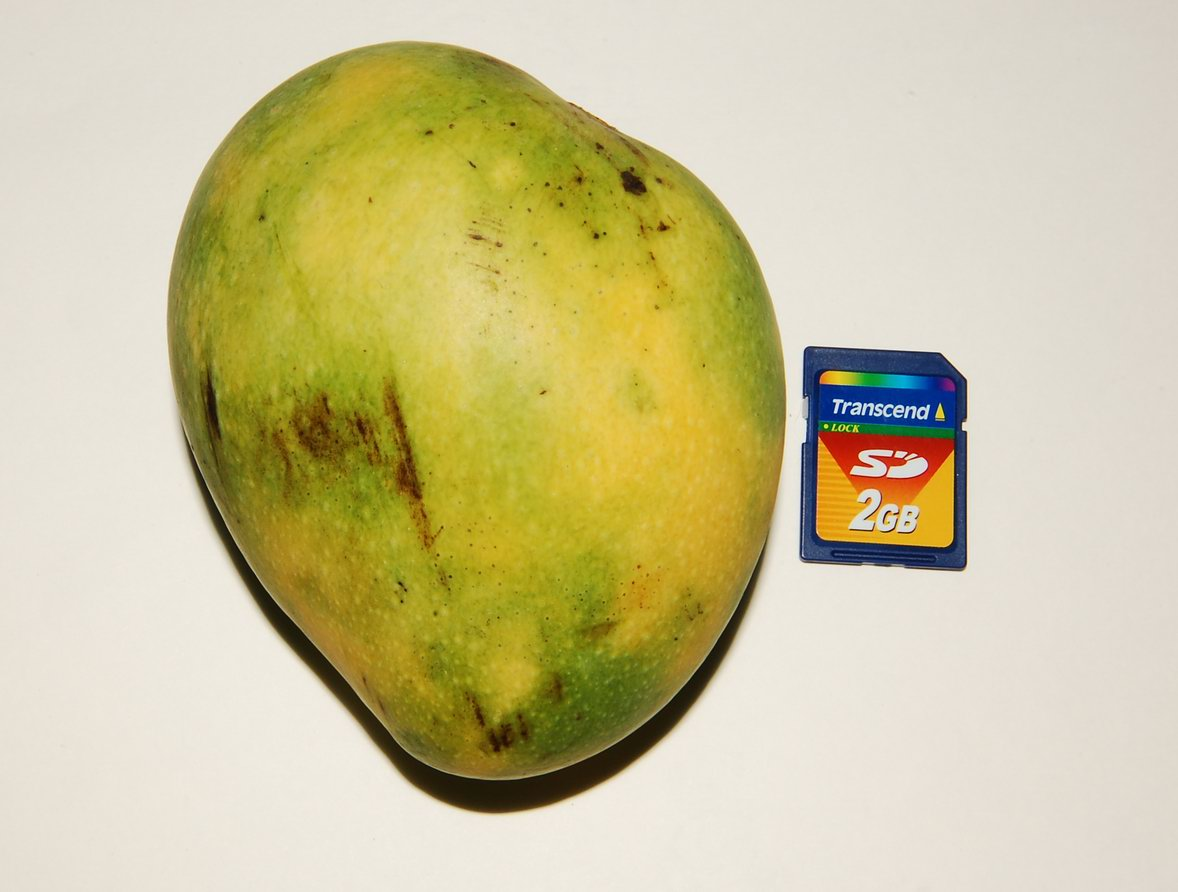
Banganapalli (Índia)
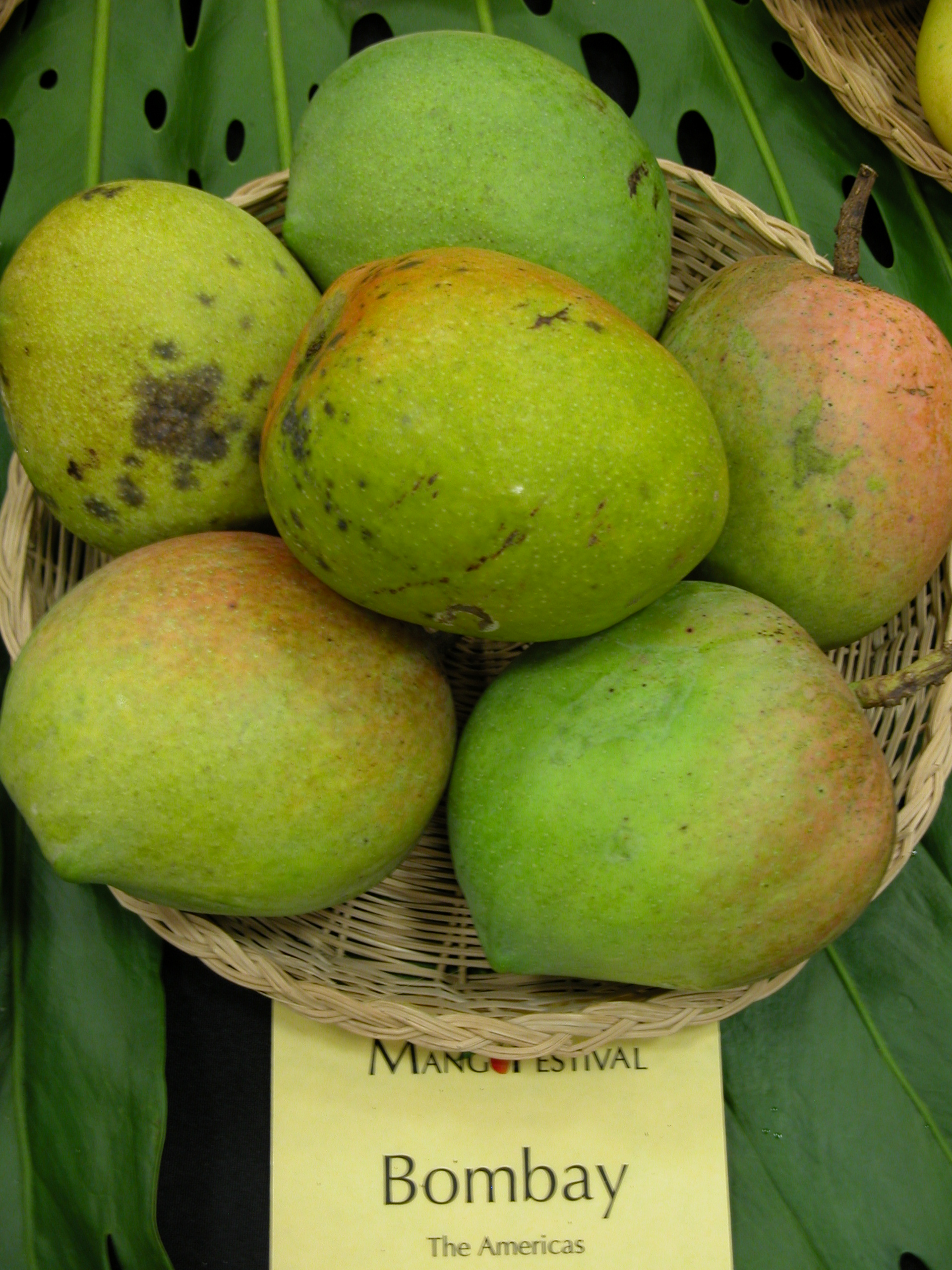
Bombay (Índia, Nepal)
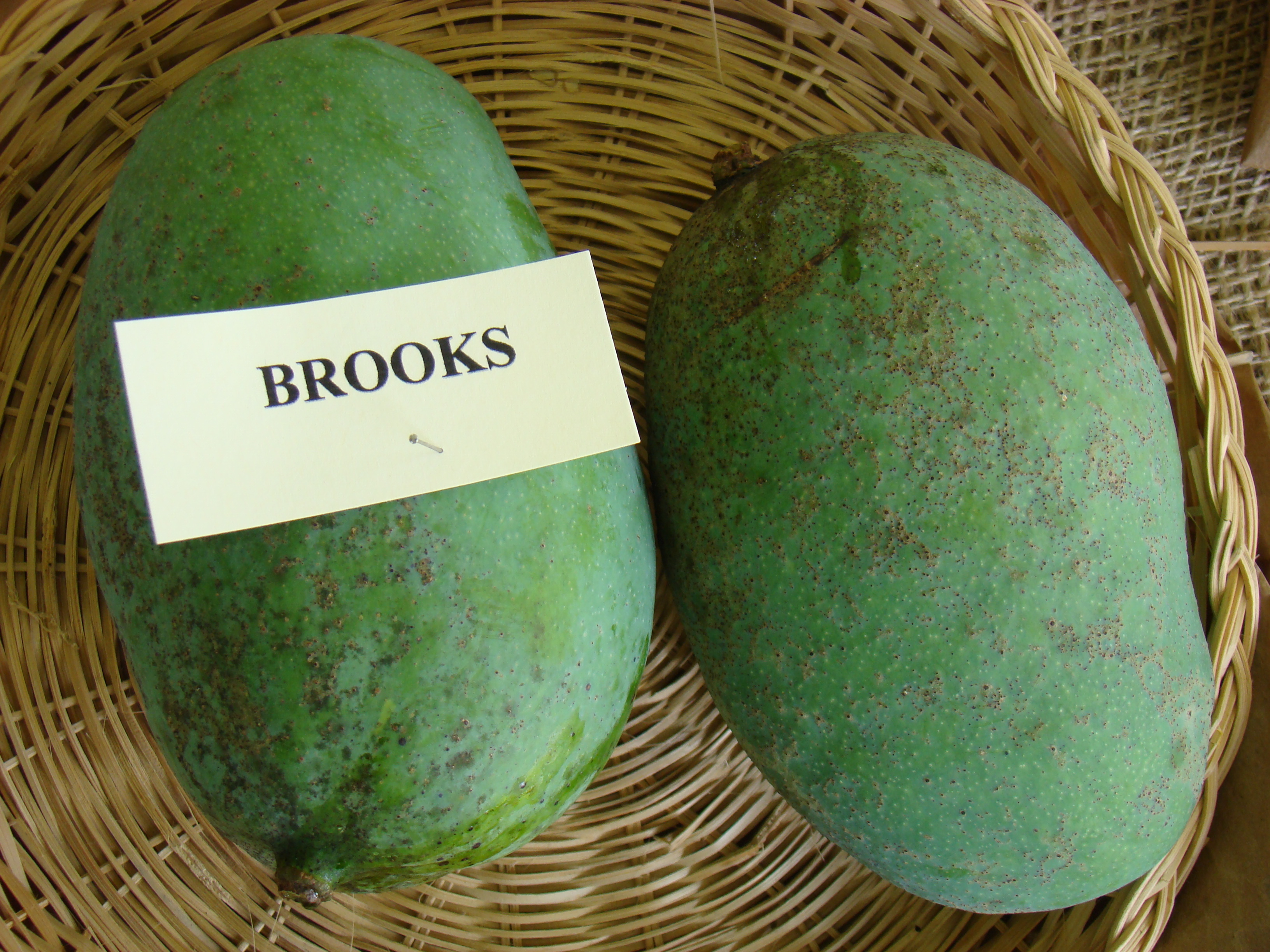
Brooks (Australia, EUA)
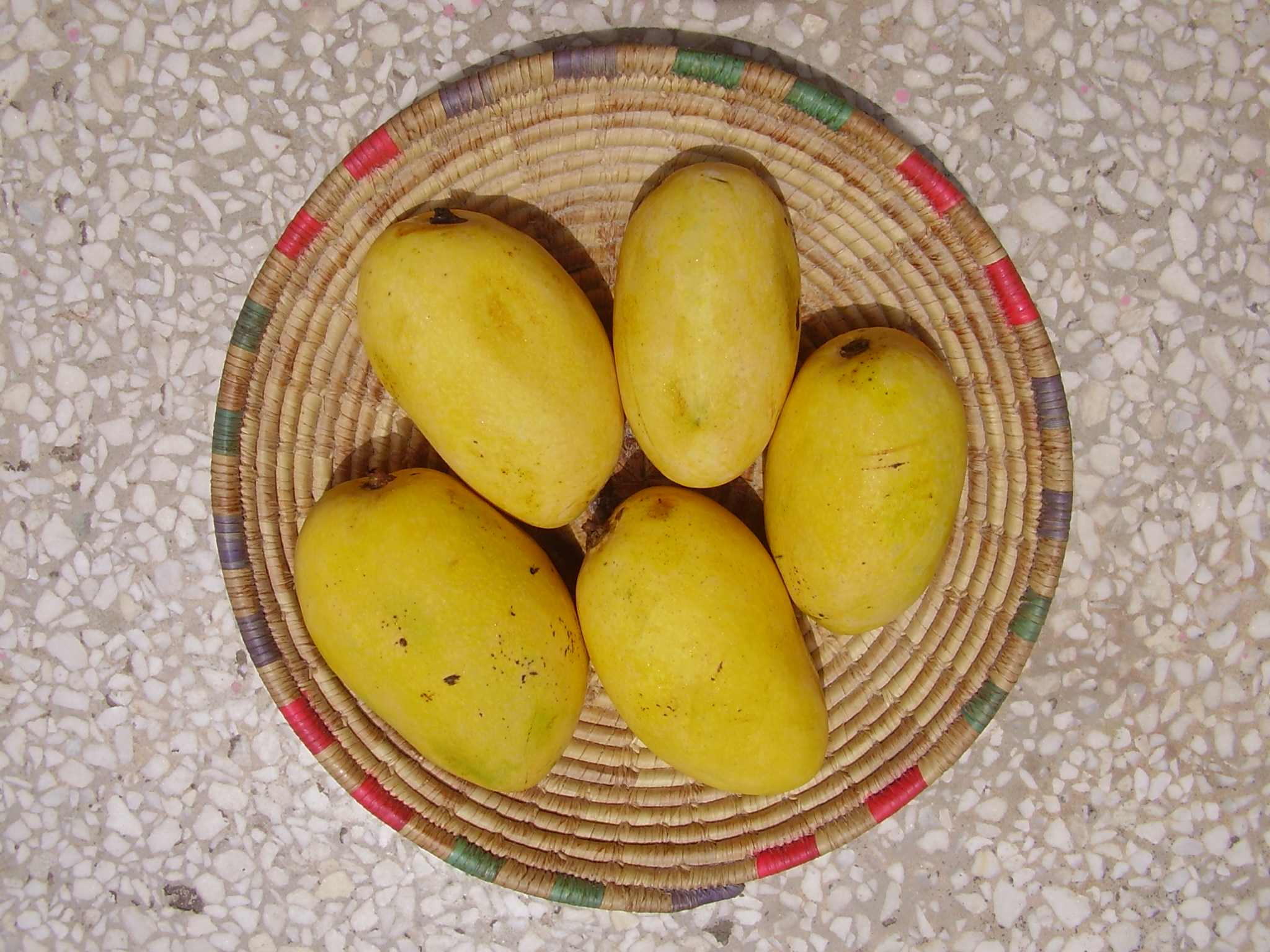
Chaunsa (Índia, Paquistão)
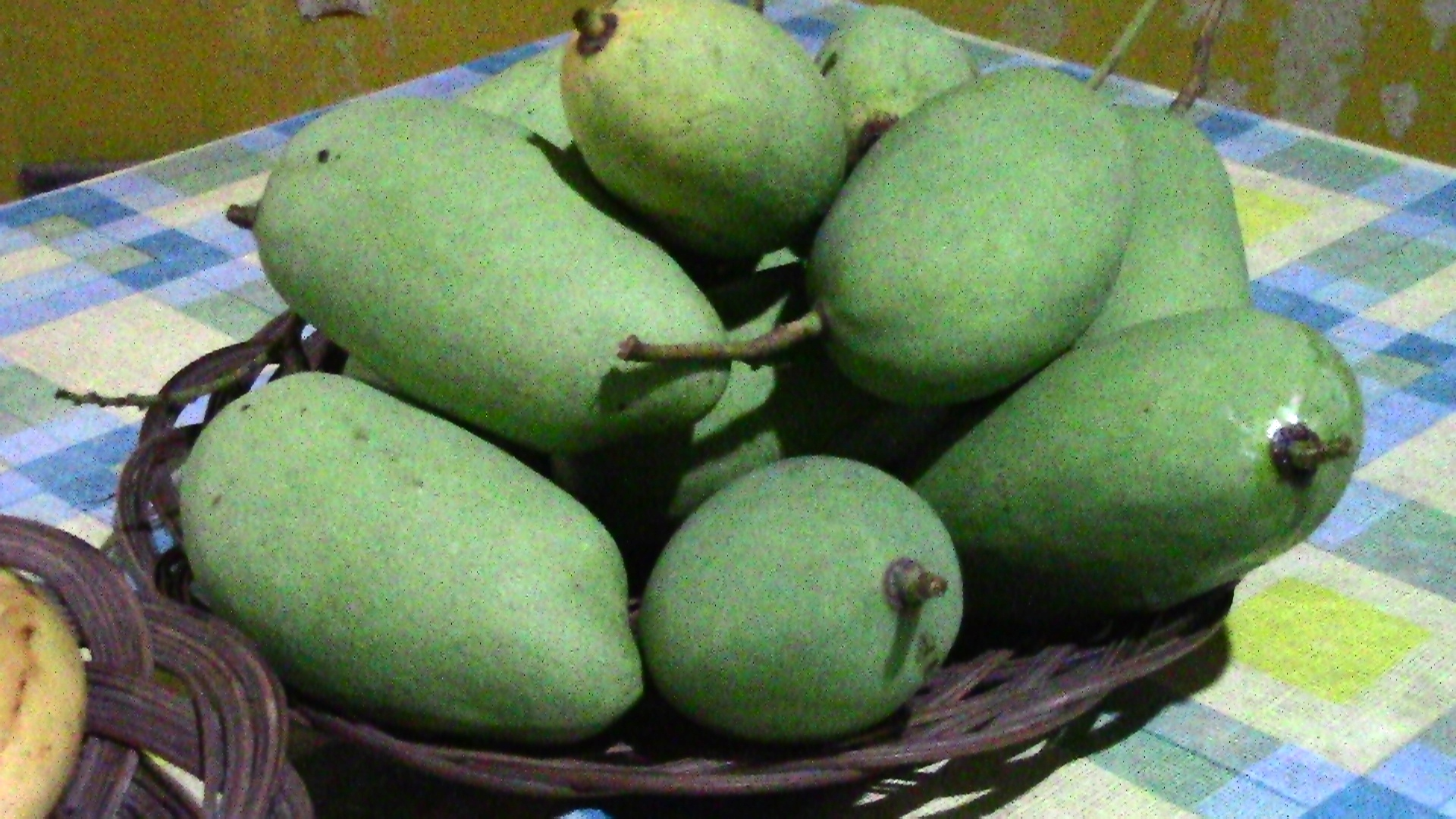
Chok Anan (Paquistão, Bangladesh, Índia, Tailândia)
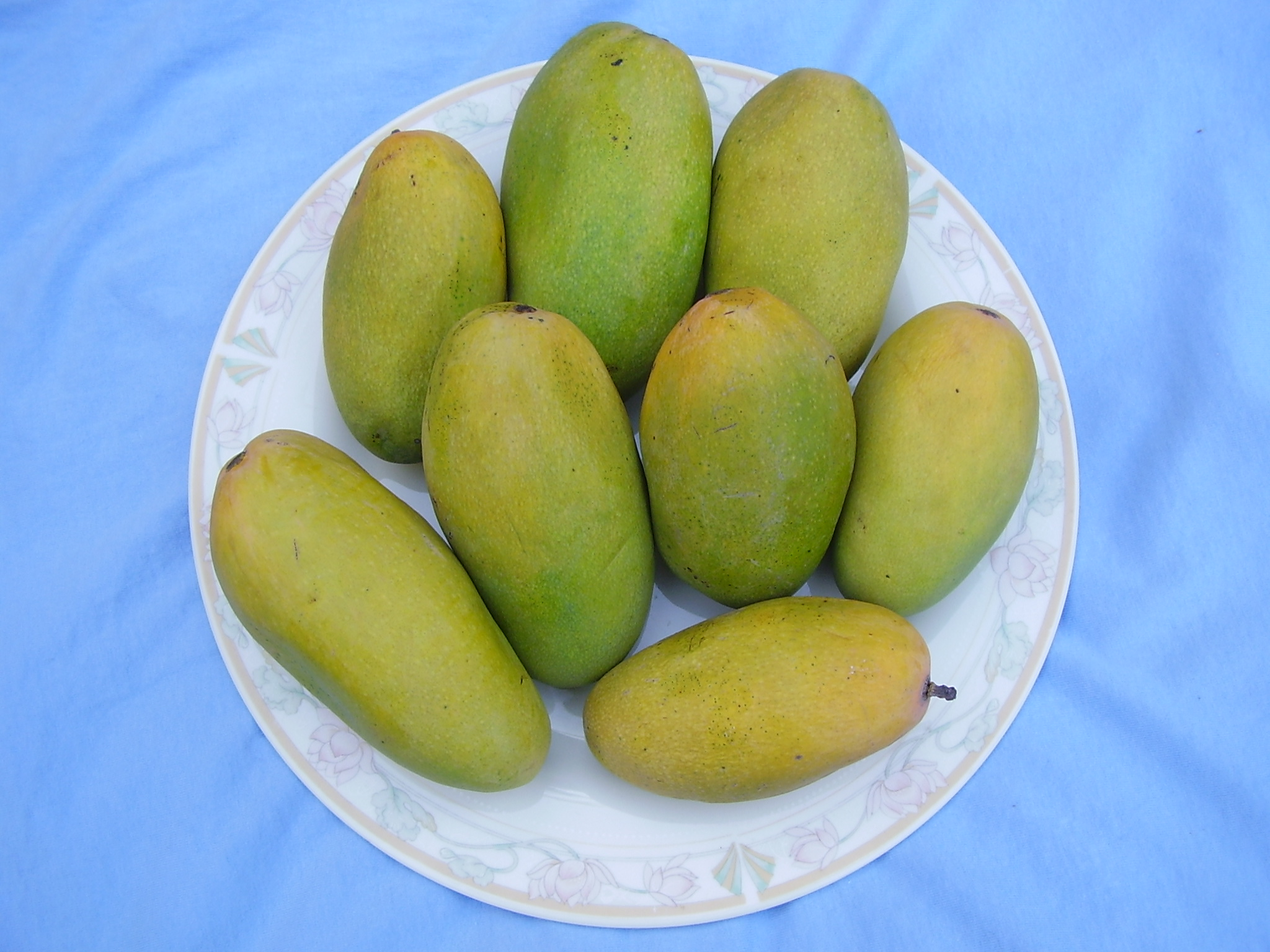
Dasheri (Índia)
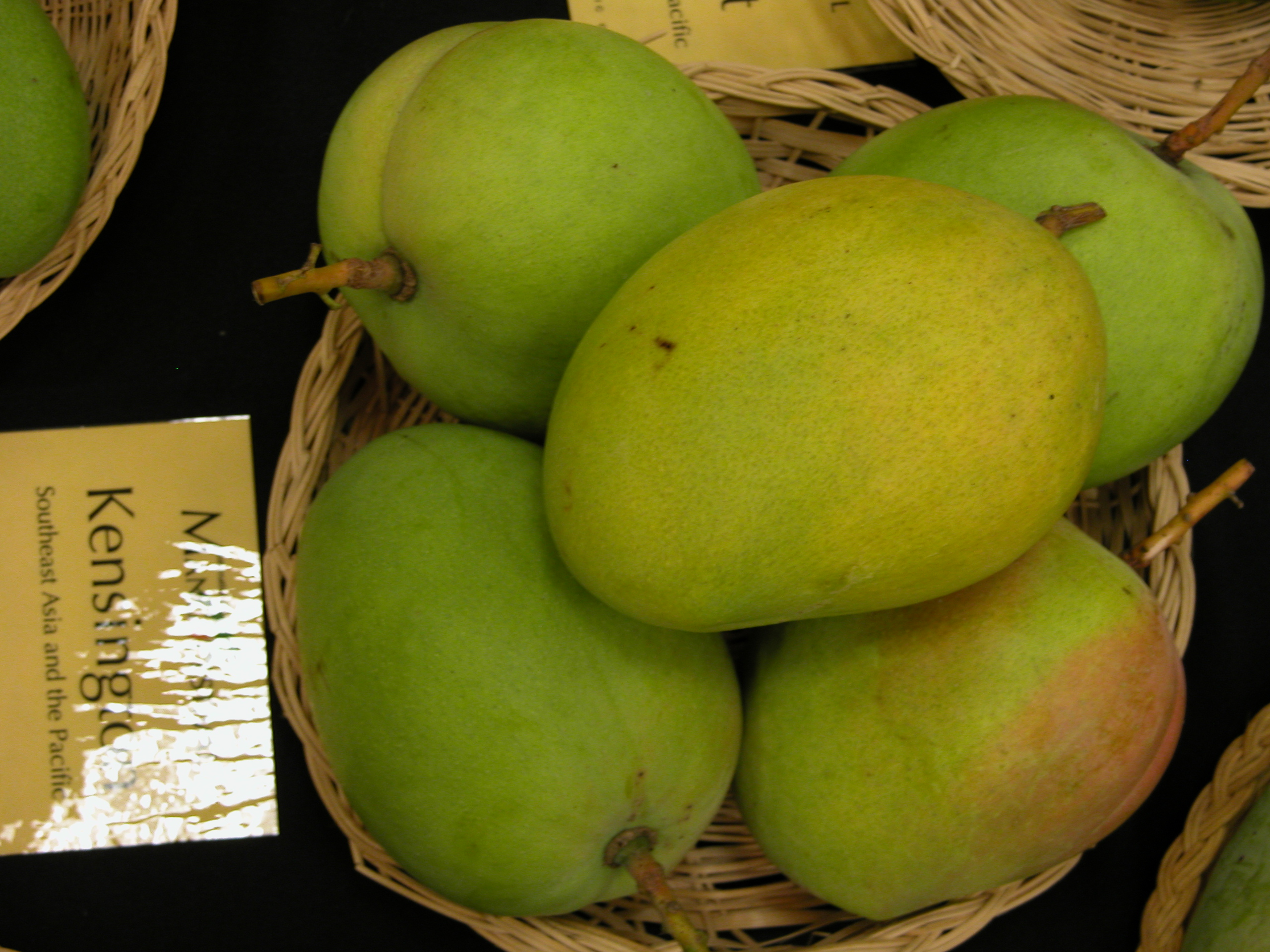
Kensington Pride (Australia)
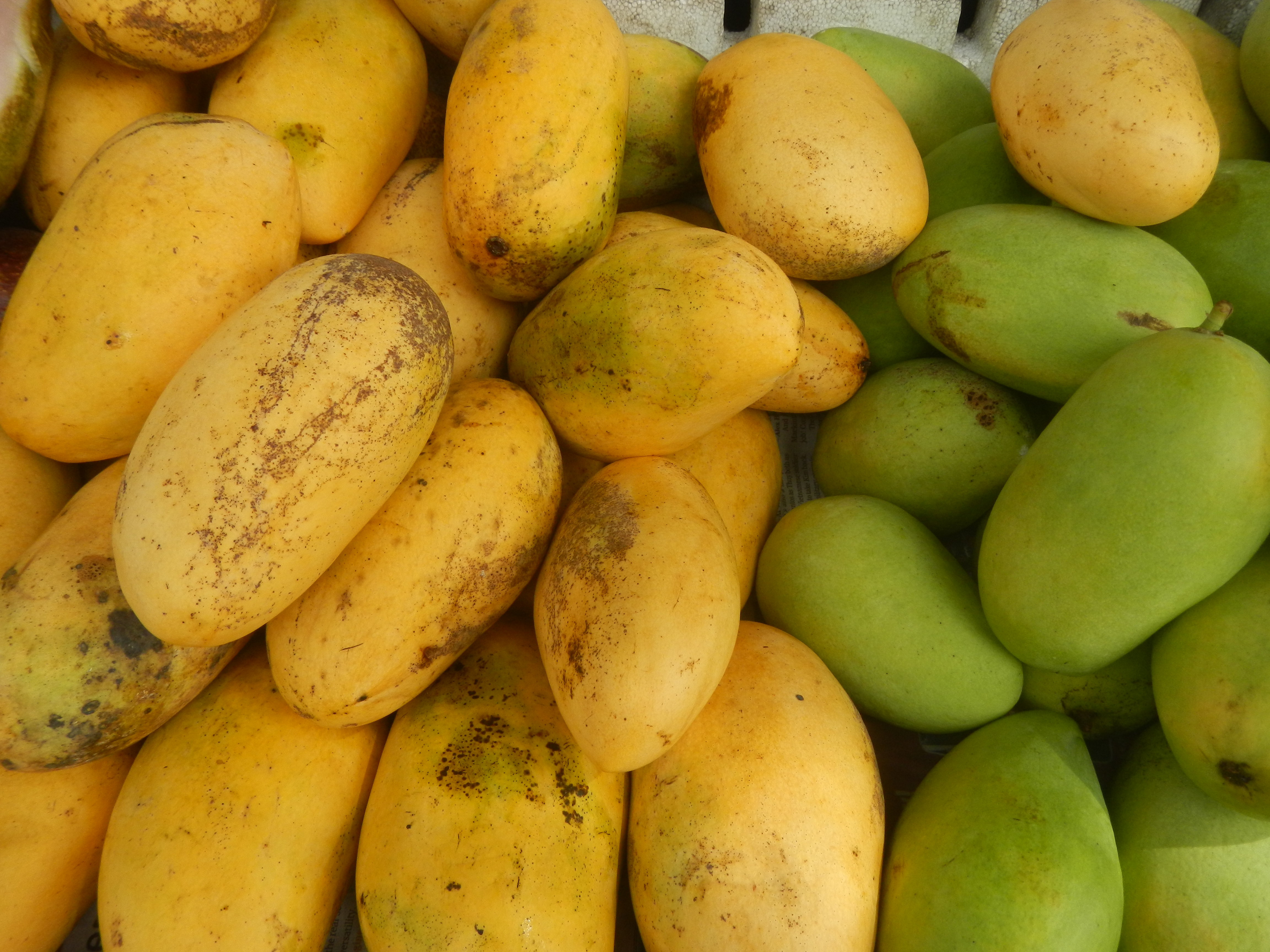
Carabao (Filipinas)
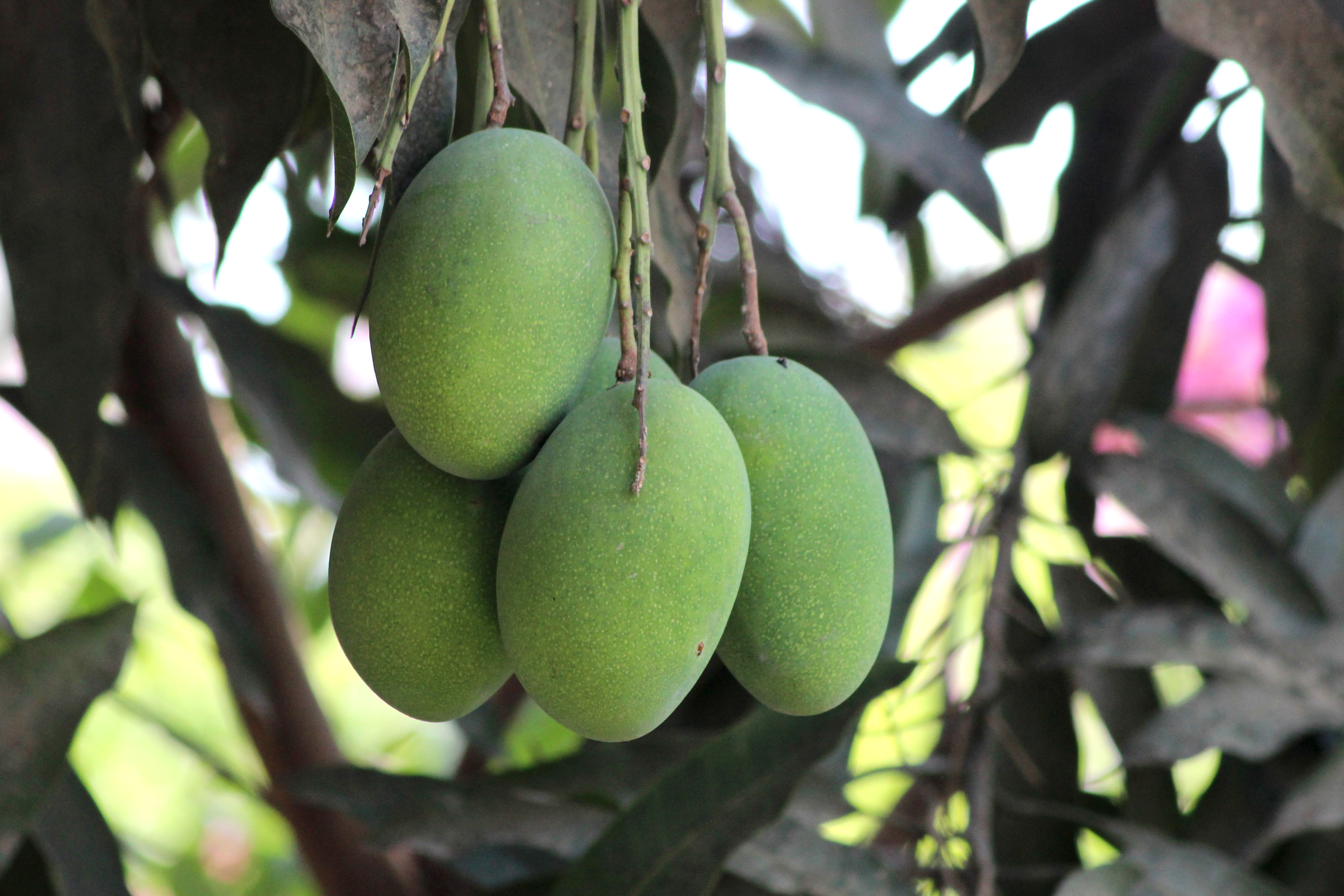
Amrapali (Índia)
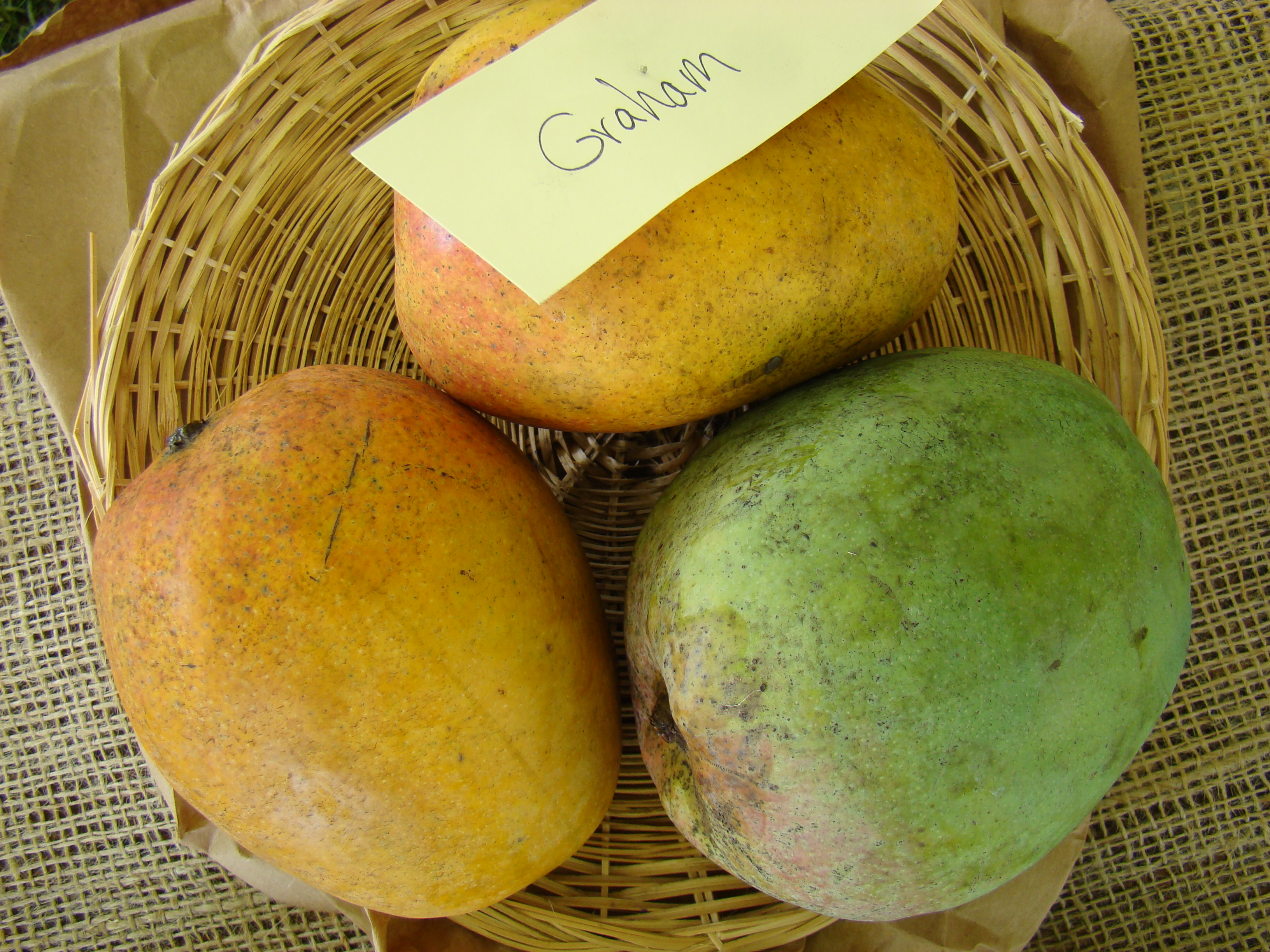
Graham (Trinidad e Tobago)
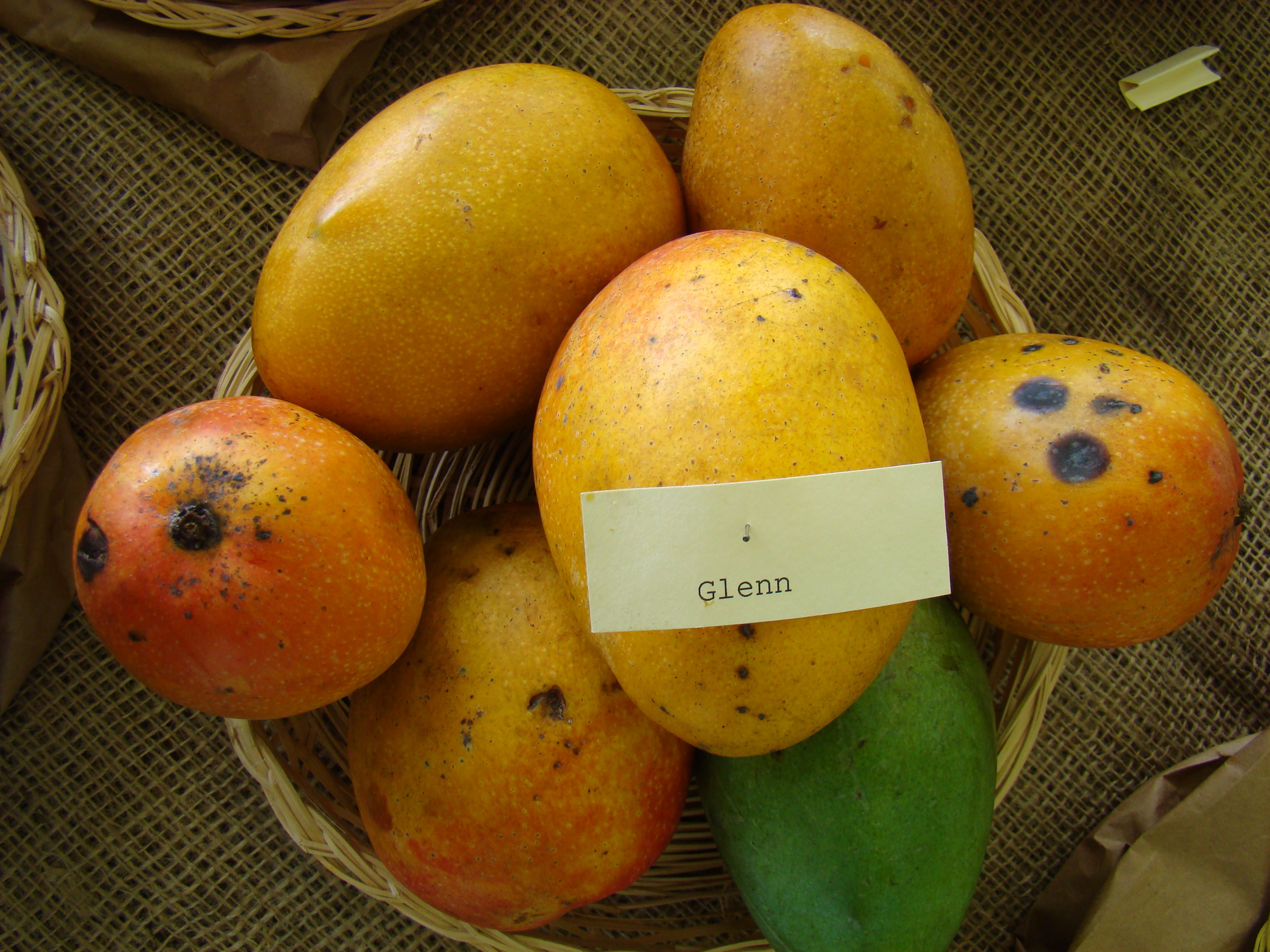
Glenn (Florida, EUA)
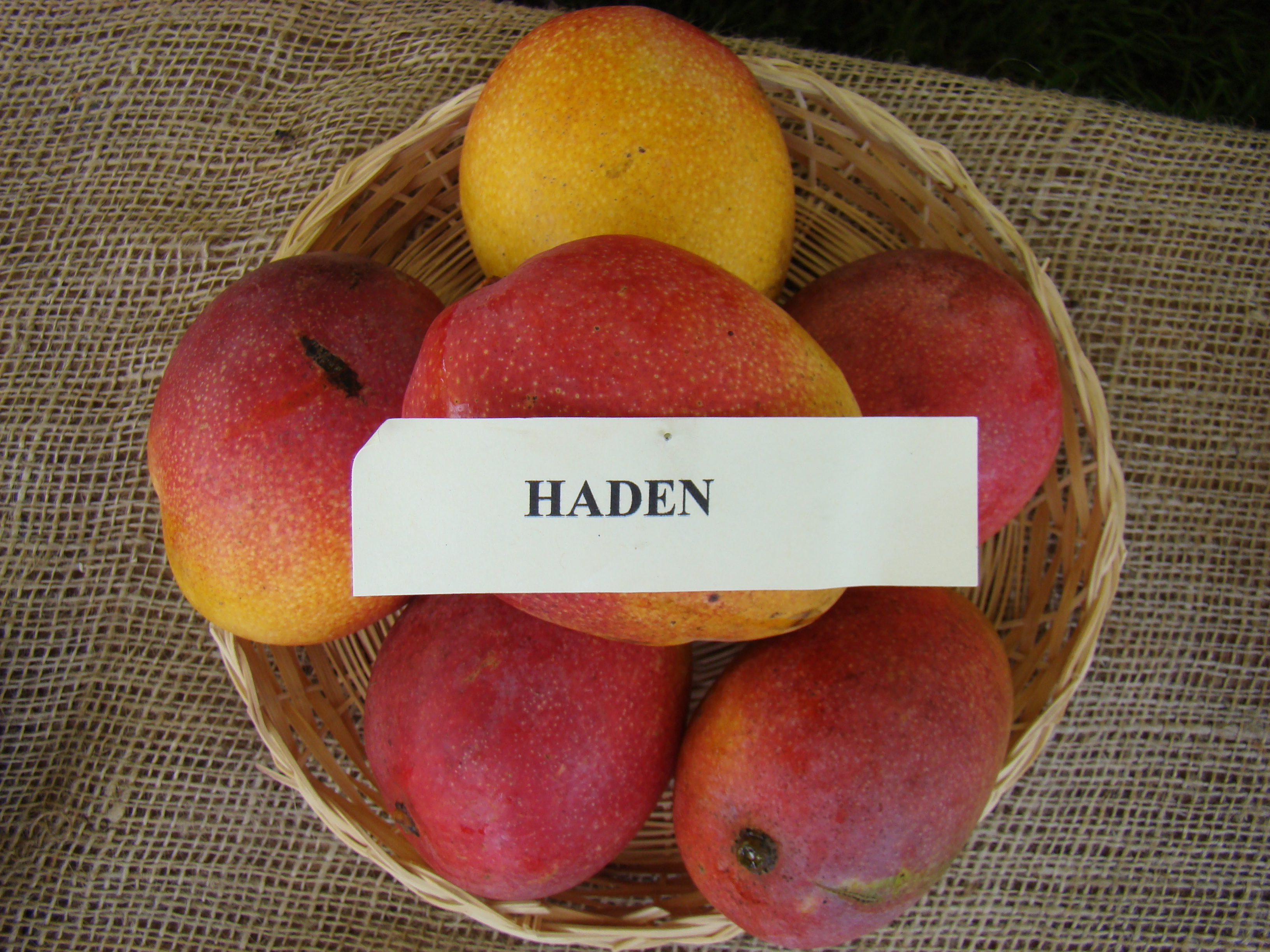
Haden (Hayden) (Flórida, EUA; Brasil, Austrália, Costa Rica, Equador, Guatemala, Honduras, México)
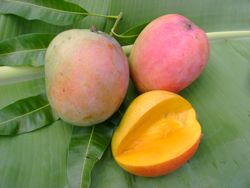
Hatcher (Flórida, EUA)
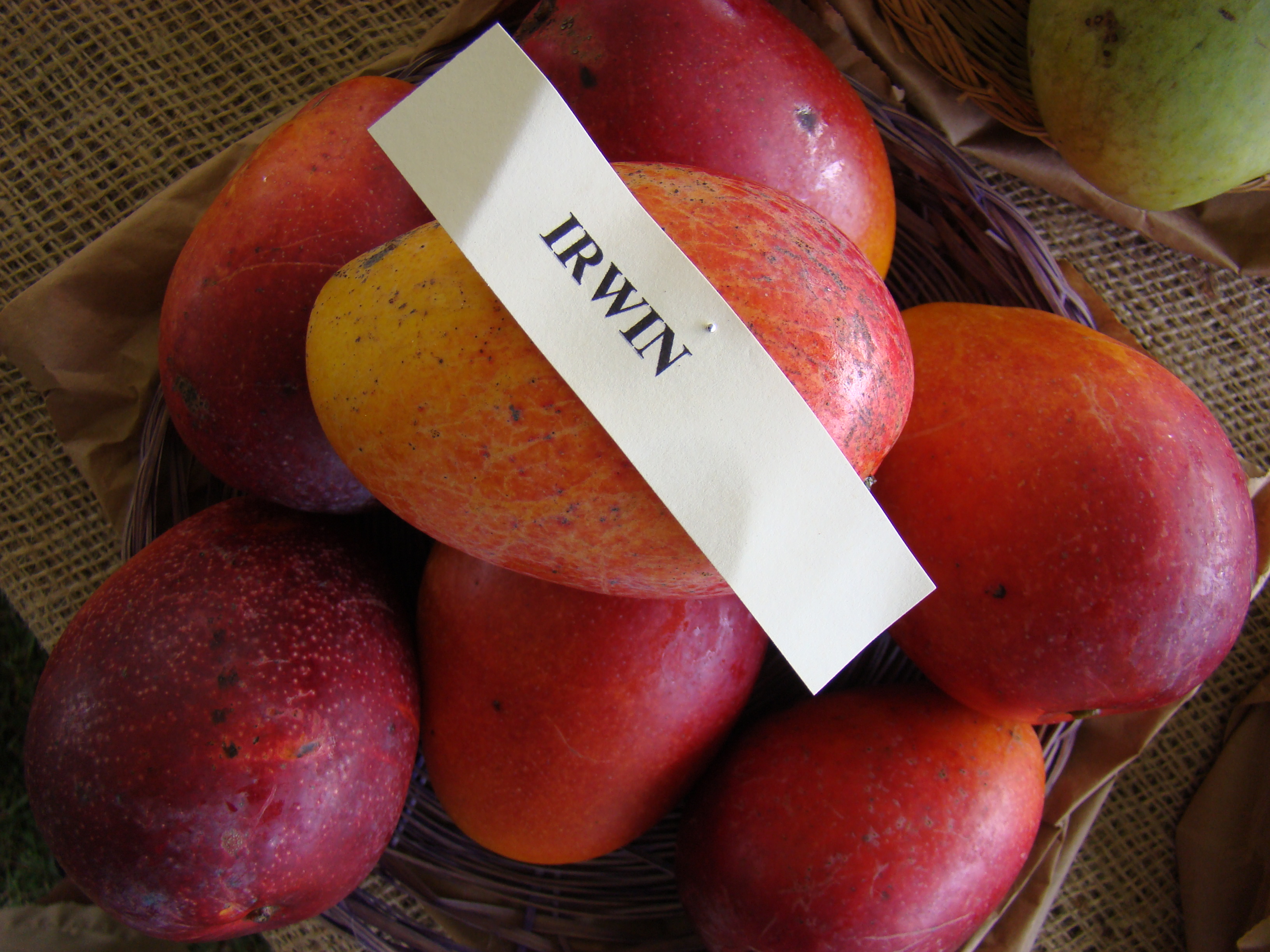
Irwin (Florida, EUA)
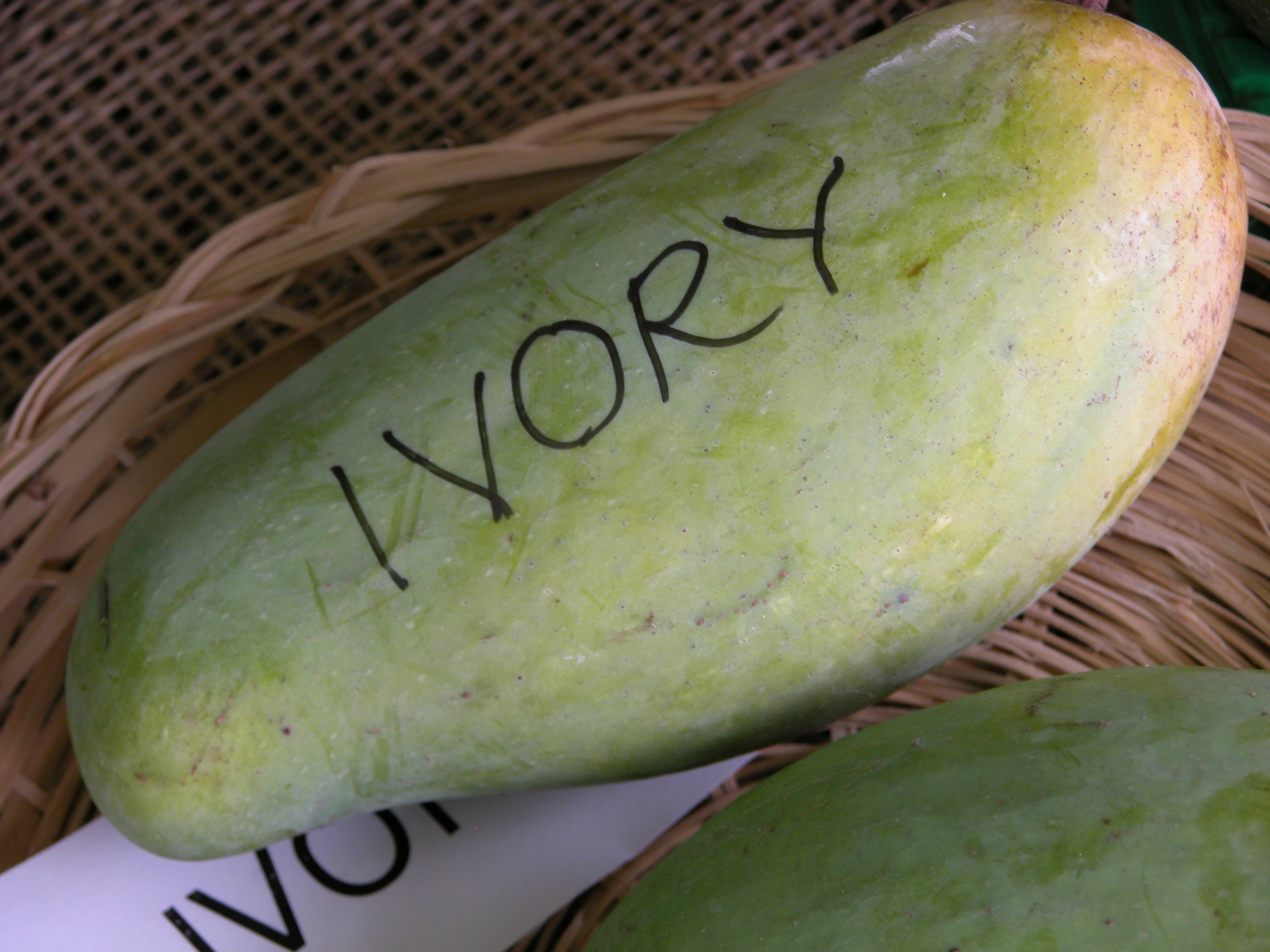
Ivory (China)
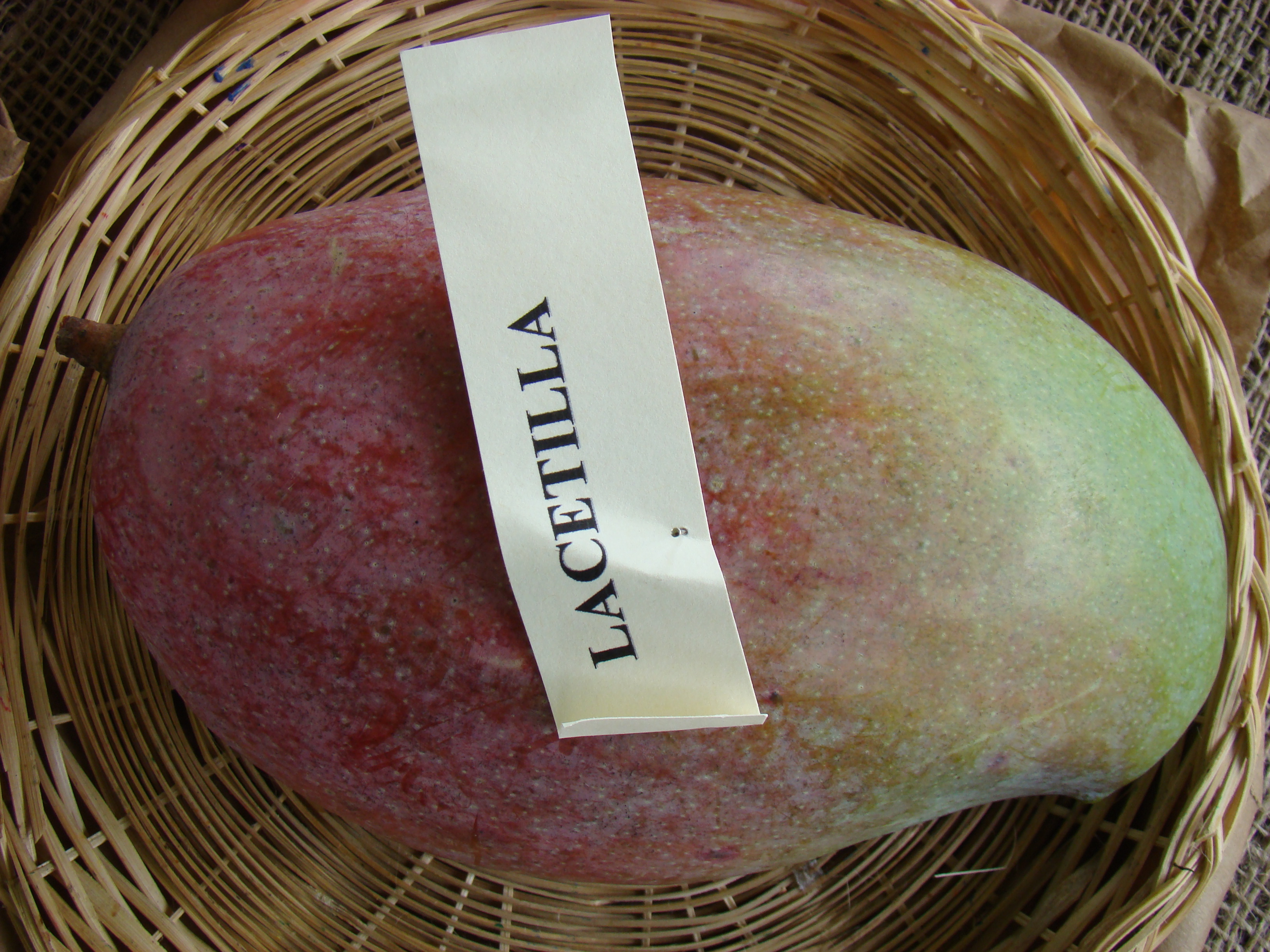
Lancetilha (Honduras)
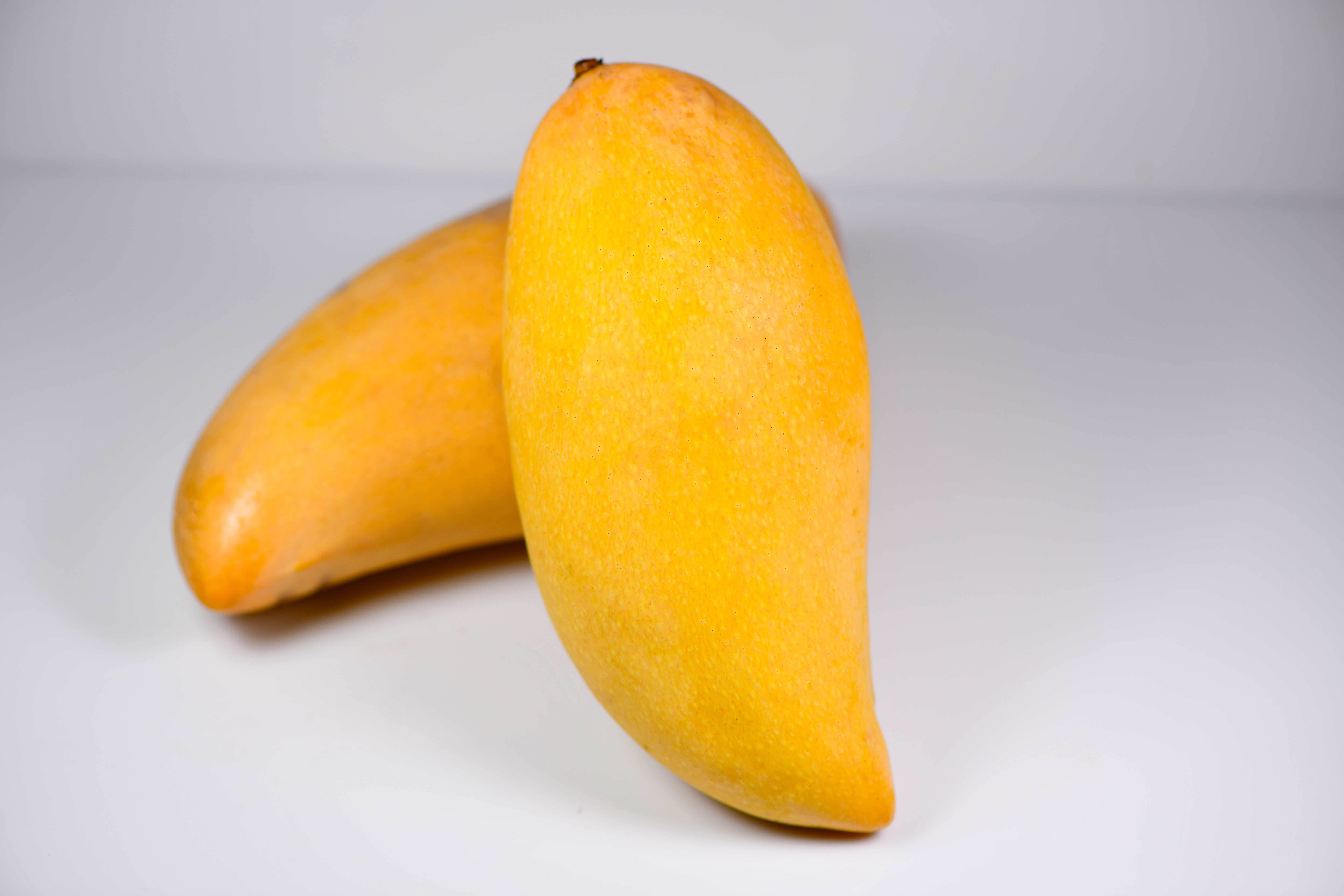
Nam Doc Mai (Tailândia)
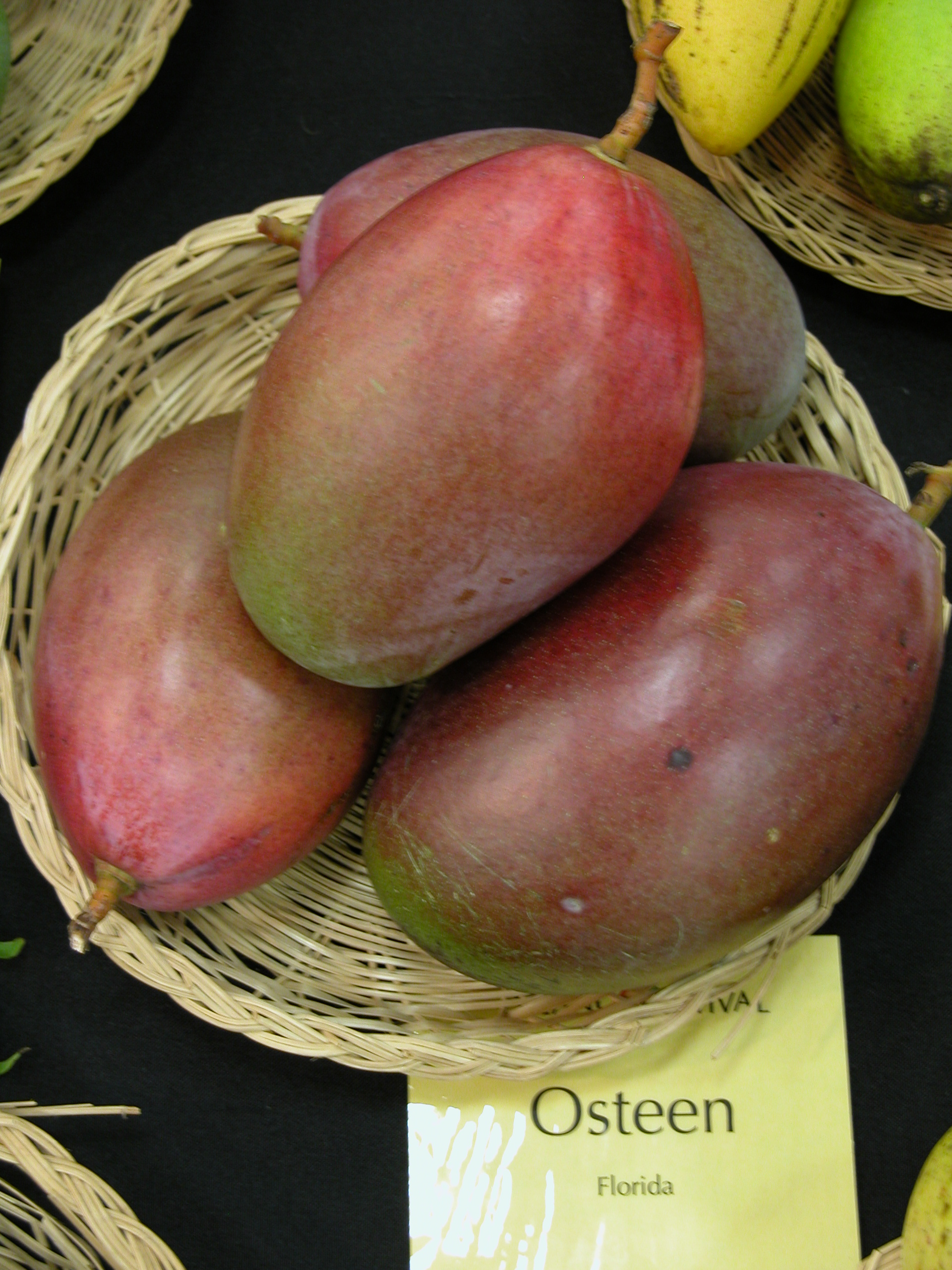
Osteen (EUA, Espanha, Itália)
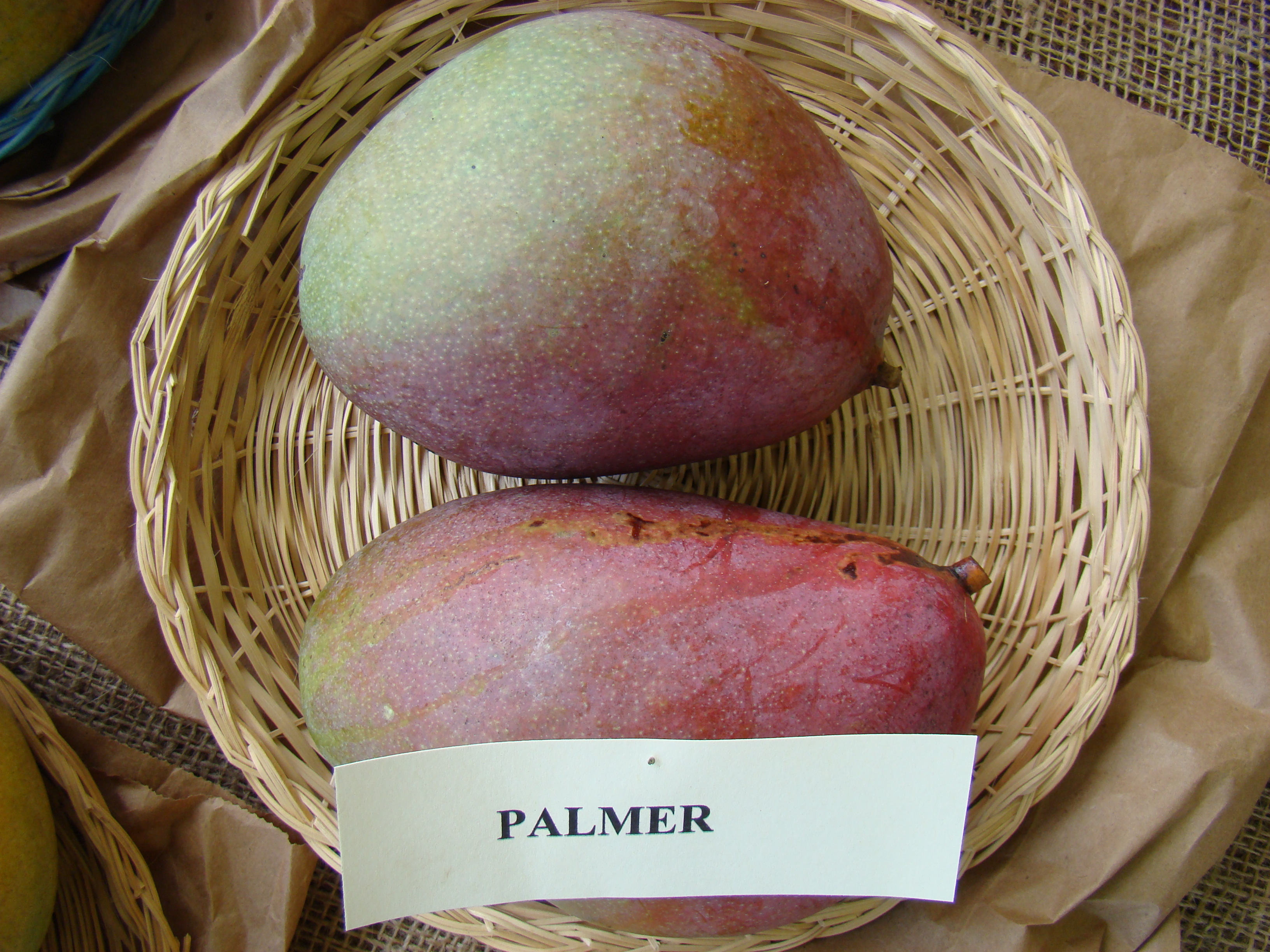
Palmer (EUA, Austrália, Brasil)
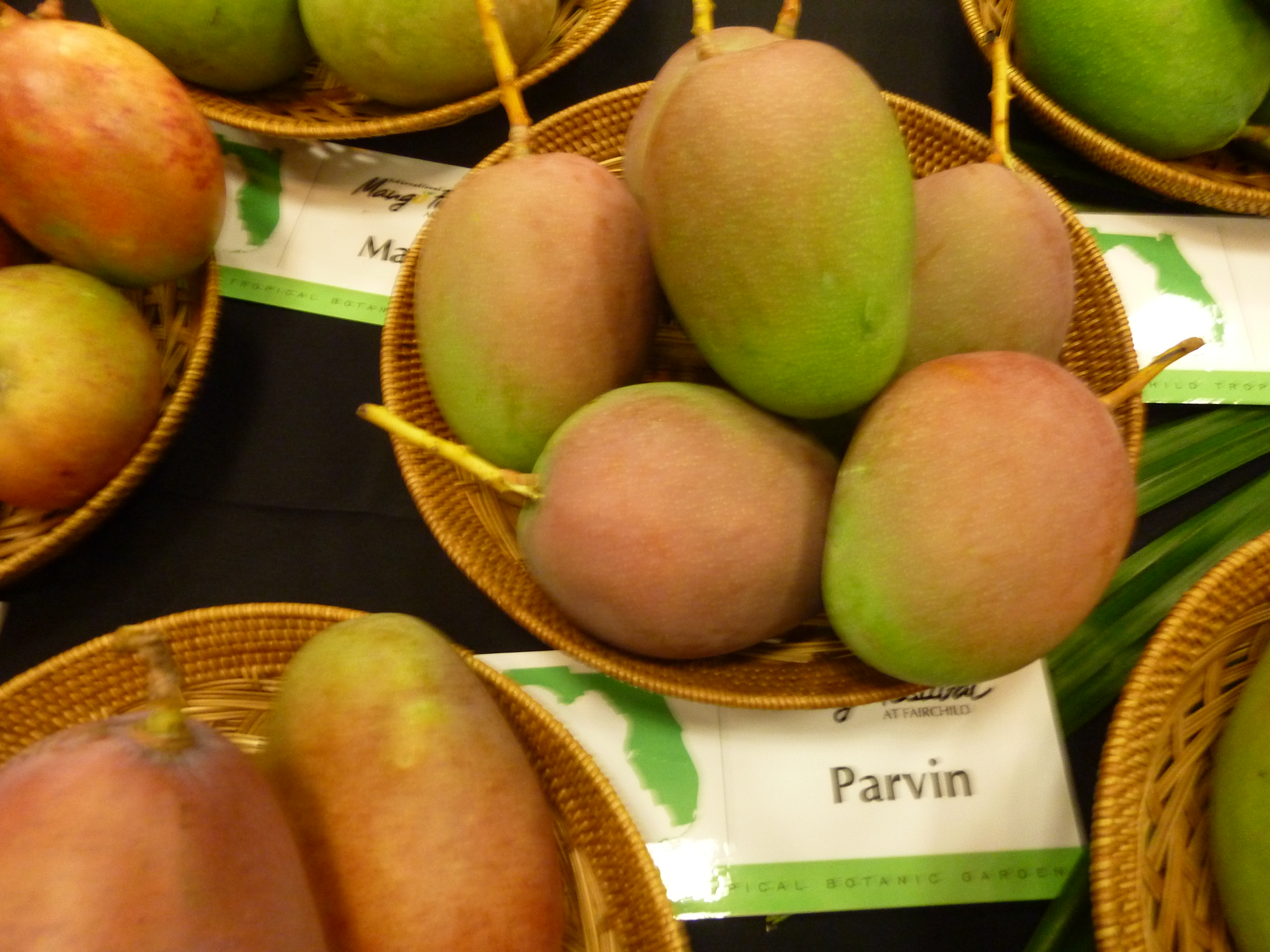
Parvin (Flórida, EUA)
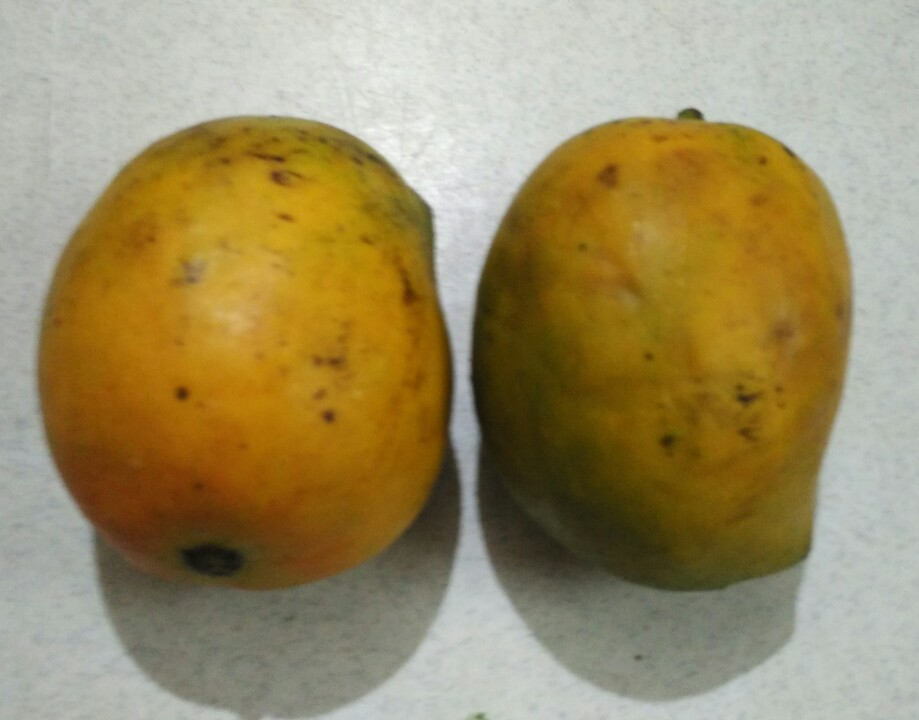
Raspuri (Índia)
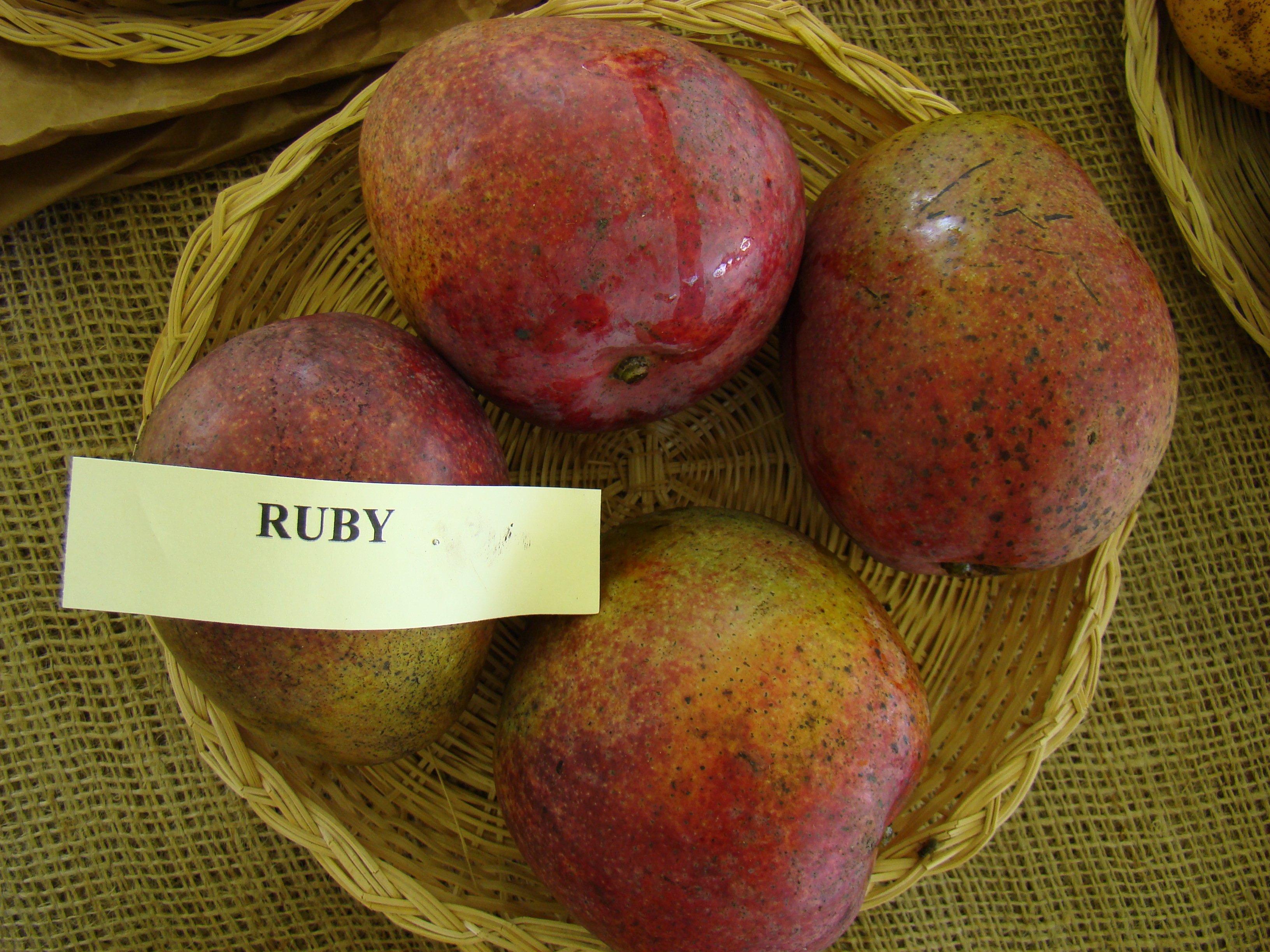
Ruby (Florida, EUA)
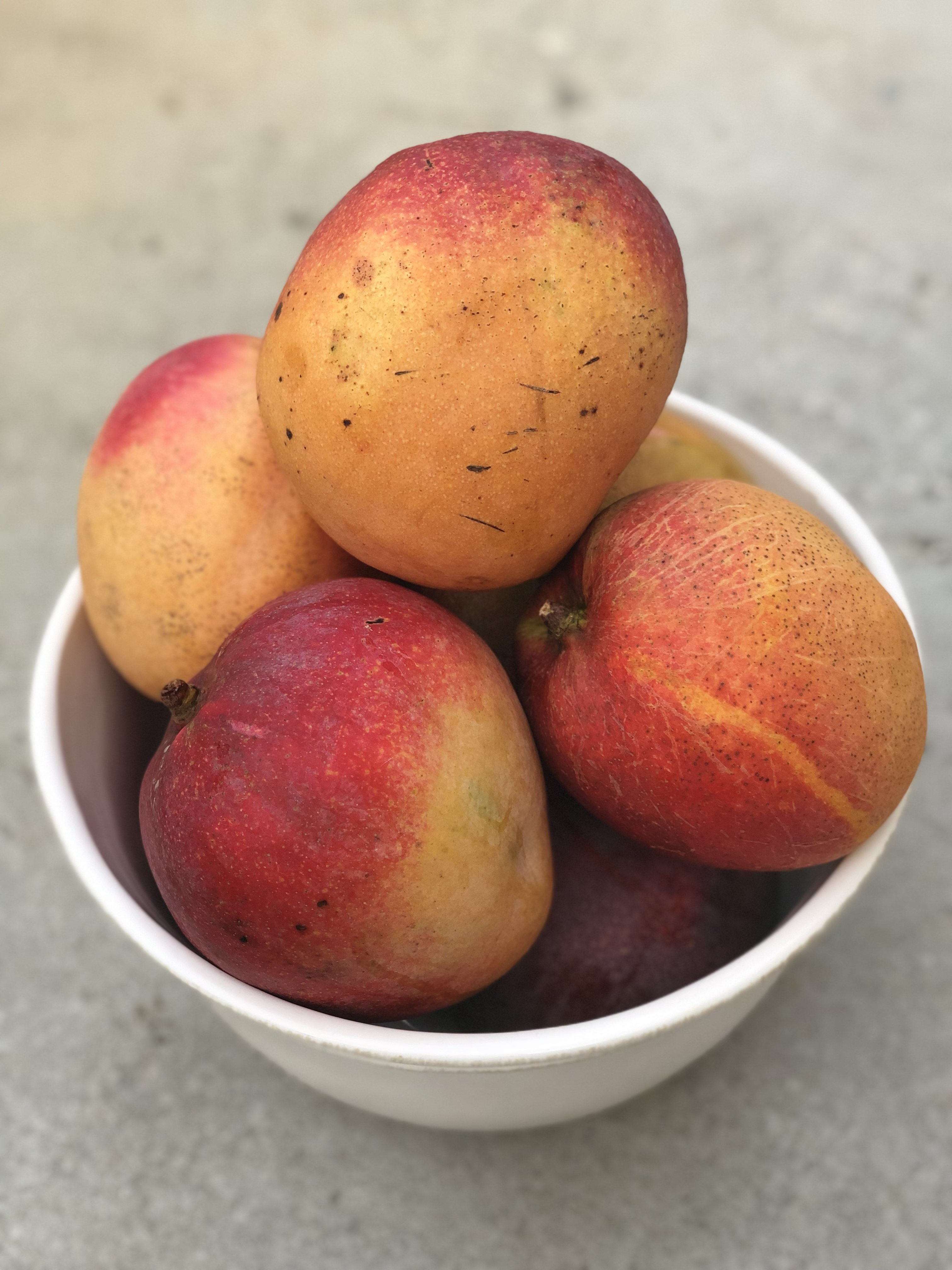
San Felipe (Cuba)
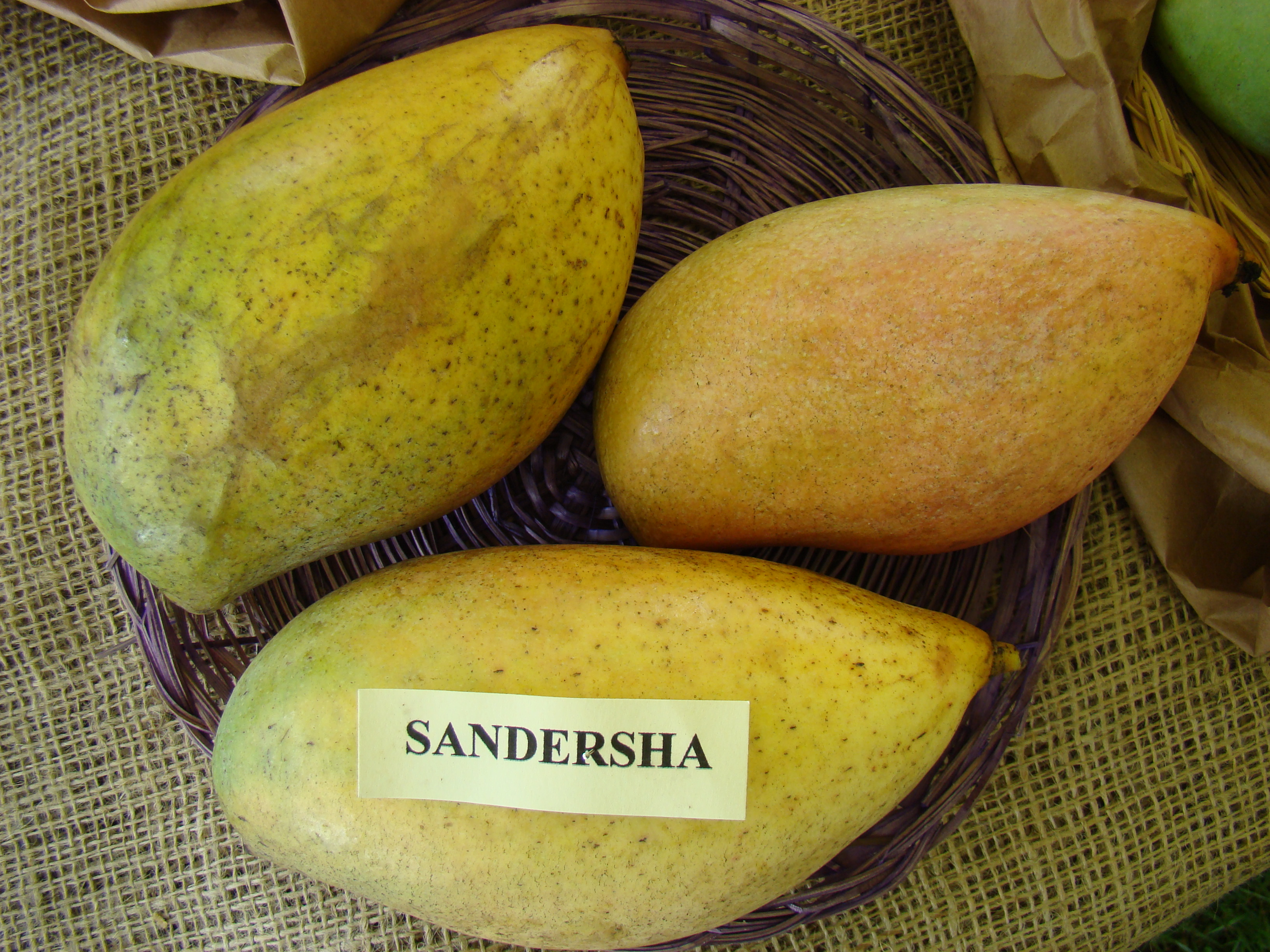
Sandersha ou Tupertine (Índia)
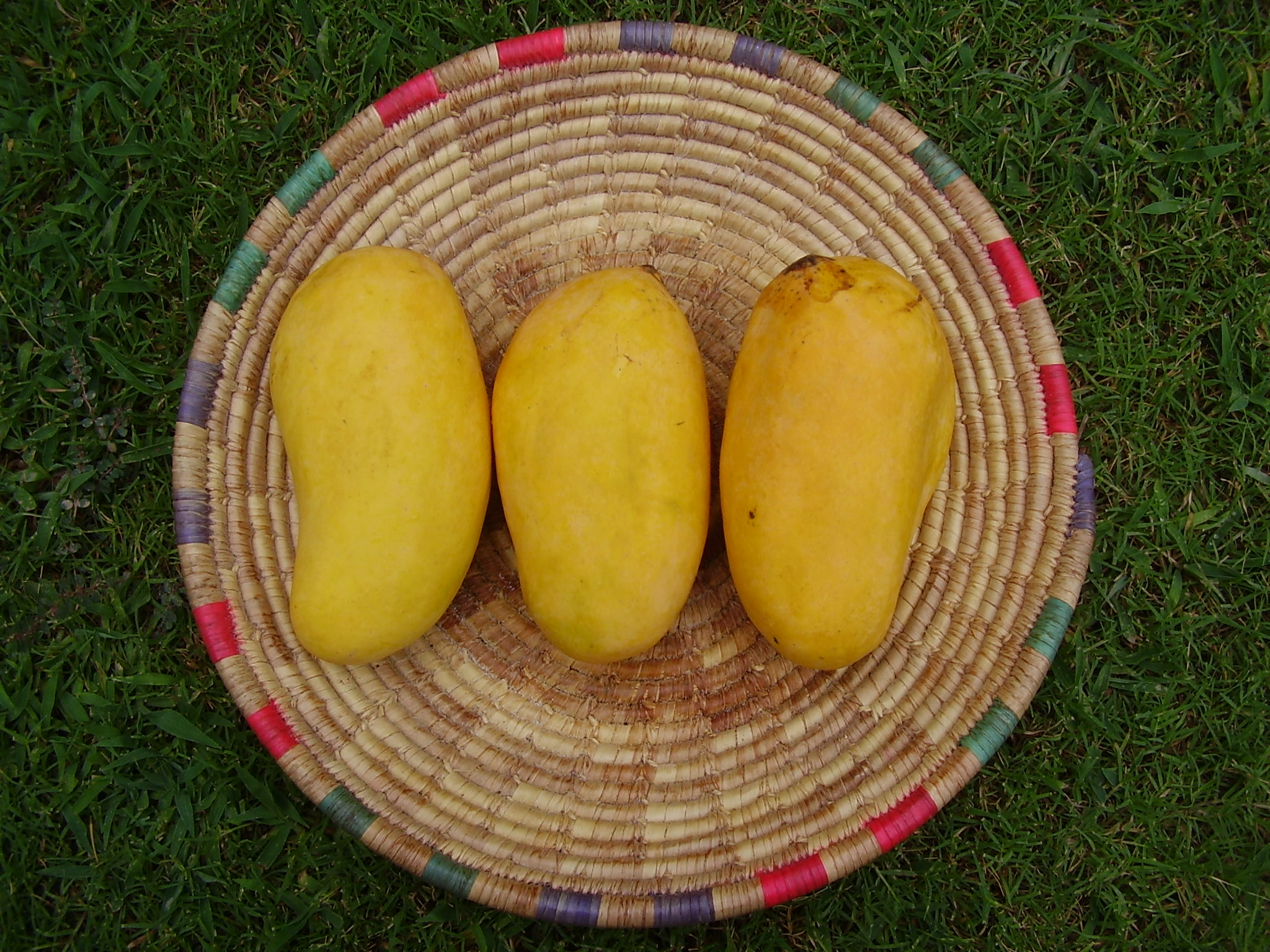
Sindhri (Paquistão)
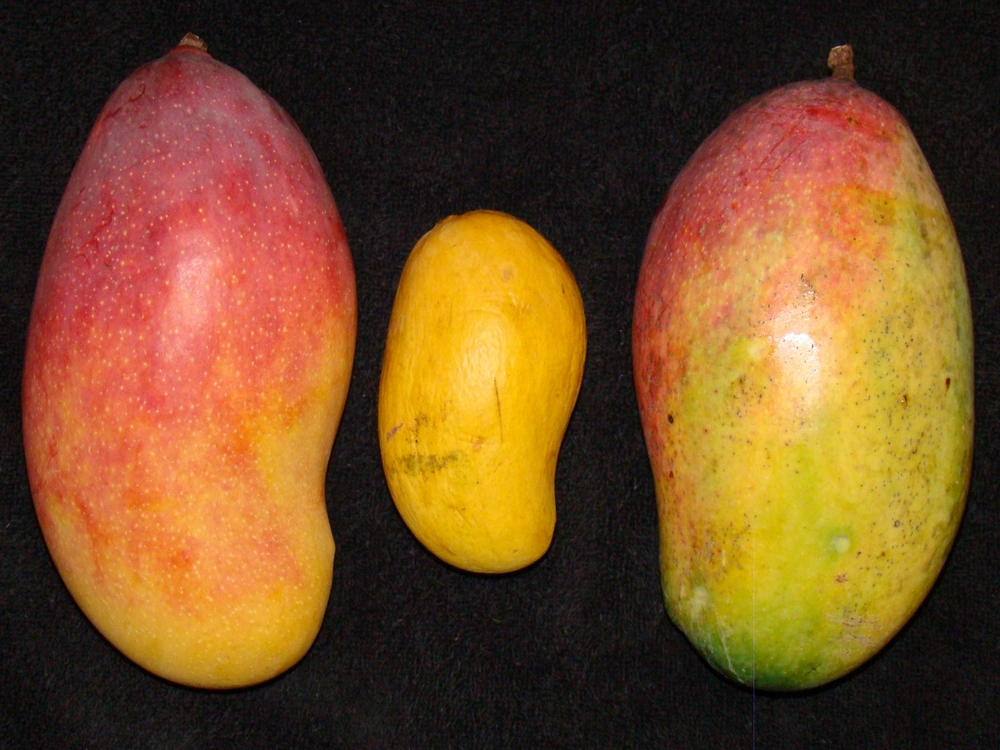
Valencia Pride (Flórida, EUA)
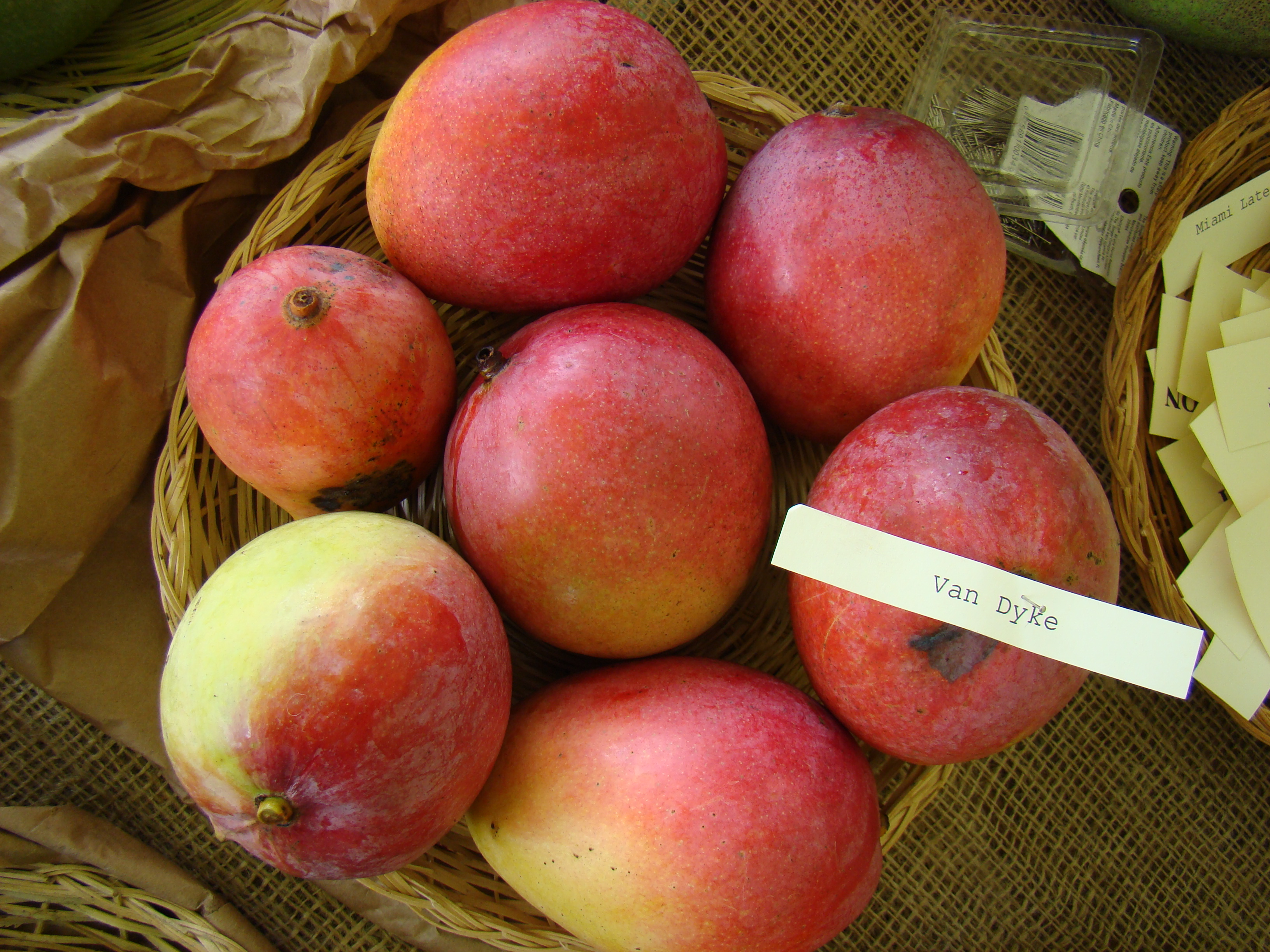
Van Dyke (Florida, EUA; Itália)
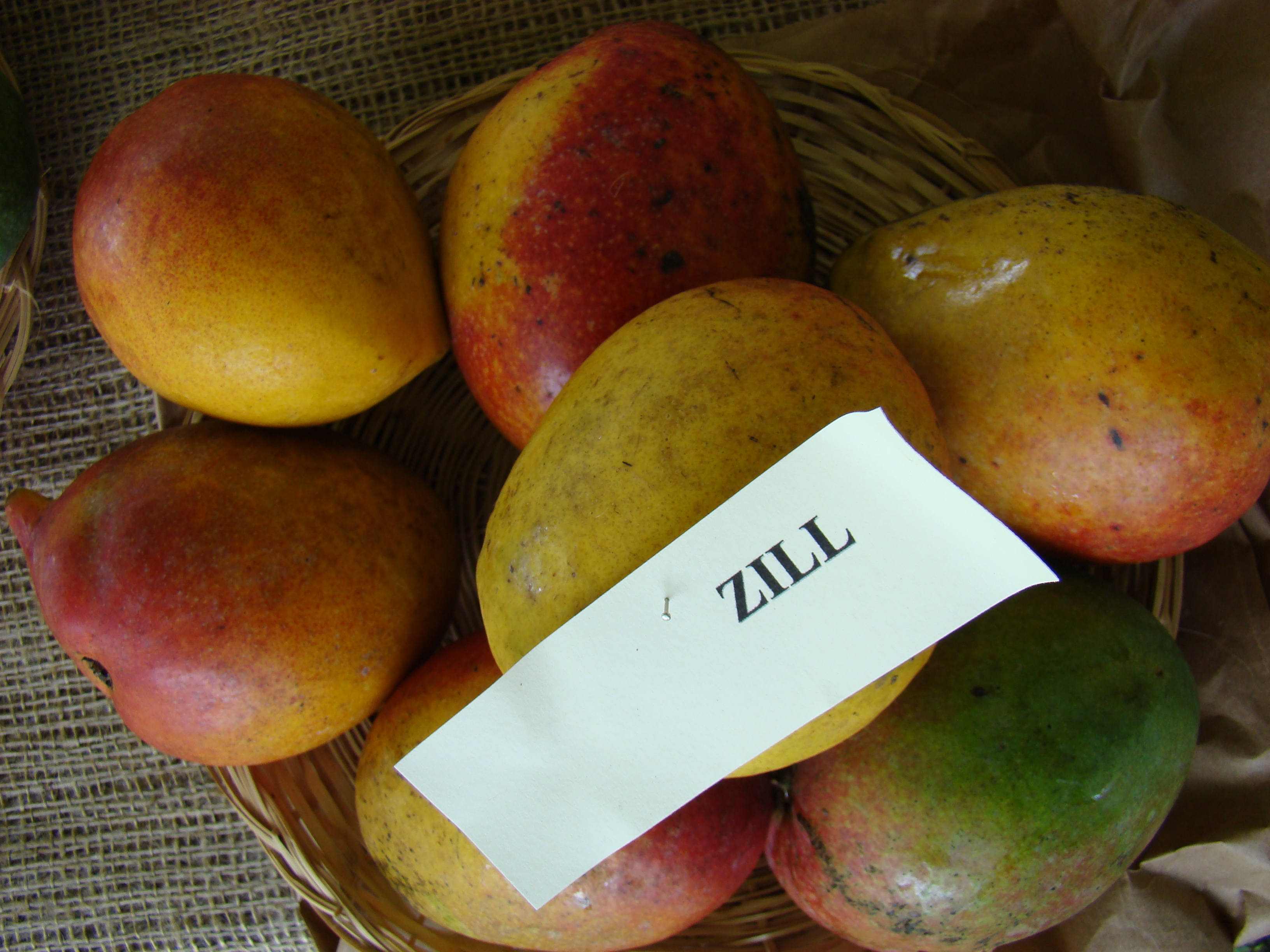
Zill (Florida, EUA)